# خاندان خواجه‌نوری
خاندان خواجه نوری یکی از خاندان‌های نام‌آور در تاریخ معاصر ایران است. اصل این خانواده از ناحیه بلده در مازندران بوده است و در آنجا در اواخر دوره صفویان و در طول دوران افشاریه و زندیه قدرتی محلی داشتند. از آغاز دوره قاجار اعضای این خانواده در مشاغل دیوانی و مناصب لشکری وارد عرصه سیاست شدند. مقر اصلی این خانواده در تهران بود که در آنجا در دربار قاجار خدمت می‌کردند. به تدریج بر اثر مأموریت‌های سیاسی دو شاخهٔ دیگر از این خانواده در شهرهای اصفهان و شیراز شکل گرفت که در آن شهرها نیز همواره از متنفذین محلی بودند. در تمام طول دوران قاجار و پهلوی خاندان خواجه‌نوری در مقامات عالی سیاسی و نظامی قرار داشتند.
معروف‌ترین چهره این خانواده میرزا آقاخان نوری بود که پس از میرزا تقی‌خان امیرکبیر، صدراعظم ایران شد و با برقراری او به صدارت، نفوذ خانواده خواجه‌نوری به ناگهان افزایش یافت. پس از عزل او در سال ۱۲۷۵ قمری تعدادی از فرزندان و بستگان او نیز عزل و تبعید شدند، ولی بعد از یک دهه انزوا، به تدریج مورد بخشش ناصرالدین‌شاه قرار گرفته و دوباره به دربار راه یافتند.
خانواده خواجه‌نوری با بسیاری از خانواده‌های اشرافی دوره قاجار بستگی فامیلی داشت و به گروهی از طبقهٔ حاکمه متعلق بود که پیش از انقلاب اسلامی از سوی مخالفان حکومت سلطنتی، «هزار فامیل» نامیده می‌شد.

## تاریخچه

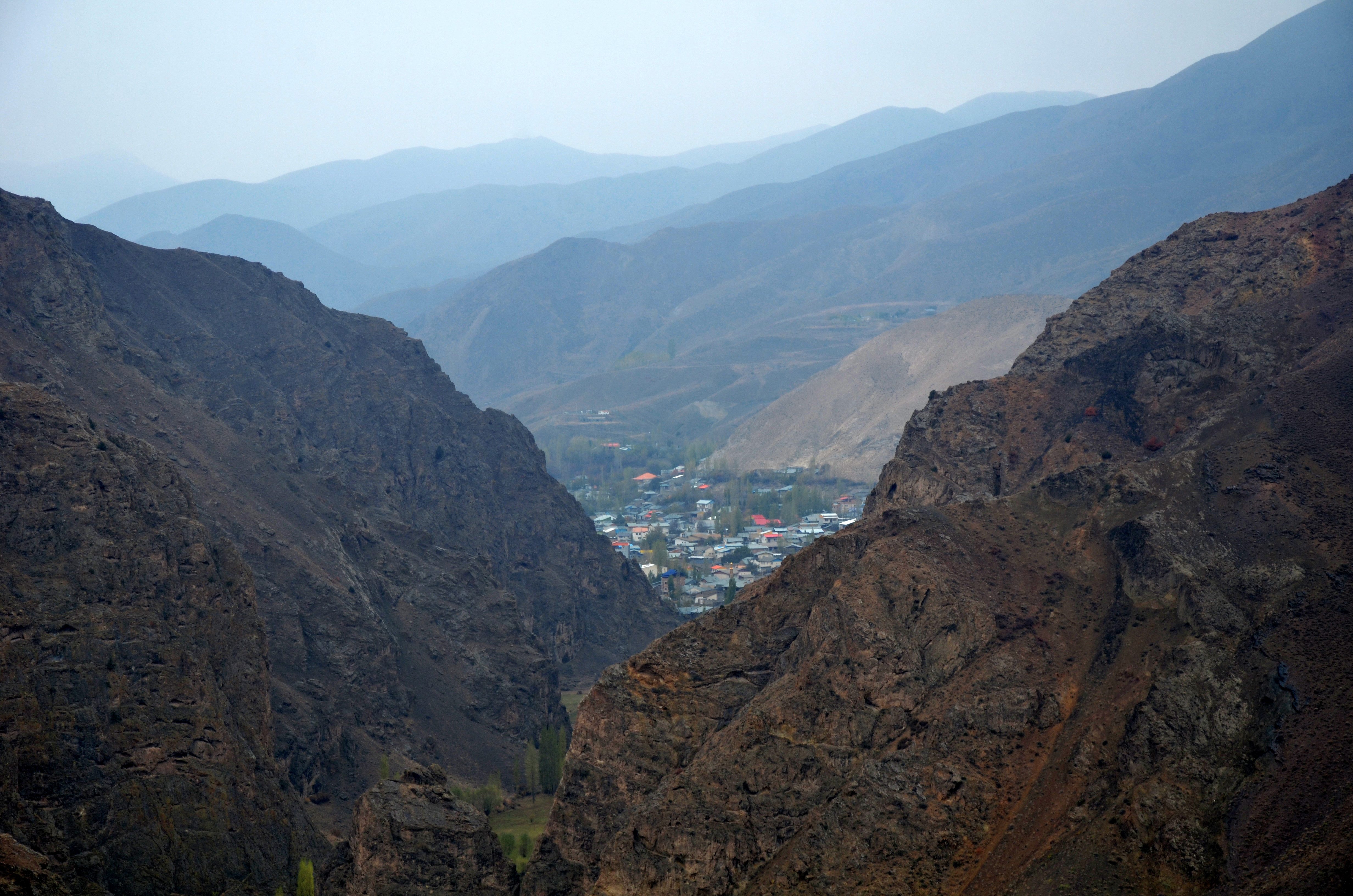
روستای بلده در منطقه نور

قدیمی‌ترین اطلاعاتی که از خاندان خواجه‌نوری در دست است، به اواخر دوران صفویه بازمی‌گردد. در زمان شاه عباس دوم دهستان «تته رستاق» تا دهستان «اوروزد» در ناحیه نور به این خانواده تعلق داشته است و بزرگان آنان بر این ناحیه حکومت می‌کردند. نخستین جد شناخته شده خاندان نوری، حاجی محمداکبر است. پس از او از دو پسرش به نام طاهربیگ و خواجه ابدال بیگ آگاهی در دست است. گفته شده است که خواجه ابدال بیگ در زمان شاه عباس دوم، حاکم بهشهر و برادرش طاهربیگ «حرم‌آقاسی» شاه بوده است. خواجه ابدال بیگ صاحب هفت پسر بود. پسر اول او، میرزا آقابابا، پدر میرزا اسدالله، میرزا محمدزکی و میرزا نصرالله و جد خاندان‌های نوری تهران و شیراز و پسر پنجمش، آقاهادی جد خاندان نوری در اصفهان است.
میرزا آقابابا، نخستین عضو خاندان خواجه‌نوری بود که در دستگاه قاجار صاحب مقام شد. پسر او میرزا اسدالله در ۱۱۹۴ قمری در دربار آقامحمد خان قاجار مقام لشکرنویسی یافت و این مقام را در دوره فتحعلی‌شاه حفظ کرد. در دوران فتحعلی‌شاه اعضای این خاندان قدرت و نفوذ بیشتری یافتند و با گسترش دیوان استیفا و پدید آمدن القاب و مناصب جدید، بسیاری از آنان به شغل لشکرنویسی و مستوفی‌گری گمارده شدند. در همین زمان محمدزکی‌خان، برادر میرزا اسدالله، در شیراز به وزارت شاهزاده حسینعلی میرزا رسید و داماد فتحعلی‌شاه شد و پسران میرزا اسدالله نیز به مناصب مهم دیوانی و نظامی رسیدند.

### خاندان نوری در فارس
در سال ۱۲۱۴ هجری قمری فتحعلی‌شاه پسرش حسینعلی میرزا را به فرمانفرمایی فارس منصوب کرد و به میرزا نصرالله‌خان (برادر اسدالله خان) مأموریت داد تا همراه وی به سرکردگی هشتصد سوار نوری به فارس رود. حسن فسائی در کتاب فارسنامه ناصری می‌نویسد: «امیرالامراء نصرالله‌خان و محمدزکی‌خان پسران آقاباباخان و امیرالامراء حاجی شکرالله‌خان ولدالصدق میرزا اسدالله‌خان از دارالخلافه تهران وارد شیراز شدند و درگذار «موردستان» که متصل به ارگ دیوانی است منزل نمودند» و ادامه می‌دهد: «و در سال ۱۲۱۵ قمری نصرالله خان که به منصب سرداری جماعت نوری برقرار بود به رحمت ایزدی پیوست و منصب امارت او را به شکرالله‌خان نوری که جوانی دوازده ساله بود، واگذاشتند و مقرب‌الخاقان محمدزکی‌خان نوری را به نیابت او برقرار داشتند و محمدزکی‌خان از حسن کفایت و تدبیر کارش بالا گرفت تا در سال ۱۲۳۸ به منصب وزارت مملکت فارس رسید و در سال ۱۲۴۱ قمری به دامادی فتحعلی‌شاه قاجار قرین افتخار گردید.» یک سال بعد، میرزا شکرالله با دختر حسینعلی میرزا ازدواج کرد و به فرماندهی توپخانه فارس منصوب شد. او از این زمان به لقب «امیرالامرا» خوانده شد. در سال ۱۲۴۴ قمری صاحب منصبان نوری شیراز، مورد غضب فرمانفرما واقع شدند و دستور عزل و تبعید تمام نوری‌ها صادر شد. پس از حرکت از فارس، بزرگان نوری در تهران ساکن شدند و تابعین و سواران آنان به جانب مازندران رفتند و در موطن خود اقامت گزیدند. پس از گذشت چند سال، چون فرمانفرما از شکرالله‌خان رنجشی نداشت، او را به شیراز خواند و به مناصب مهمی گماشت. او پس از عزل فرمانفرما نیز، در ۱۲۵۲ قمری به امارت عدلیه فارس و در ۱۲۵۶ قمری به حکومت کهگیلویه و بویراحمد منصوب شد. مناصب شکرالله‌خان، از جمله امارت دیوان‌خانه شیراز، پس از مرگ او به سال ۱۲۶۰ قمری در مدینه به پسر ارشدش محمدهاشم‌خان انتقال یافت. پسر دوم او، مهرعلی‌خان (۱۲۳۲–۱۲۸۷) با لقب شجاع‌الملکی فرماندهی واحدهای نظامی فارس را داشت و در جنگ ایران و انگلیس (۱۸۵۶–۵۷) به فرماندهی کل نیروهای ایرانی در جنوب منصوب شد.
محمدزکی‌خان دارای چندین پسر بود که همگی پس از عزل او به تهران رفتند. خیرالله‌خان، یکی از این پسران، هنگام بازگشت نوری‌ها در سال ۱۲۴۴ قمری به تهران توسط دزدان طایفه خلج کشته شد. فرزند او که از دختر قوام‌الملک، رئیس خاندان خاندان قوام شیرازی، بود، در همین سال به دنیا آمد و تحت سرپرستی قوام‌الملک رشد کرد. پس از آن نیز با ازدواج فرج‌الله‌خان، نواده خیرالله‌خان، با دختر نصیرالملک ارتباط این خانواده با خاندان قوام ادامه یافت. از میان فرزندان محمدزکی‌خان تنها میرزا نعیم (۱۲۱۹–۱۲۹۲) برای همیشه در تهران اقامت نکرد. او پس از عزل فرمانفرما، در سال ۱۲۵۱ قمری به شیراز بازگشت. شغل اصلی او لشکرنویسی سپاه فارس بود و به حکومت بعضی از شهرهای کوچک ایالت فارس نیز منصوب شد. او صاحب دو پسر بود. پسرش بزرگش میرزا علی‌محمد نام داشت که به جای پدرش به مقام لشکرنویسی رسید، در سال ۱۲۹۵ قمری درگذشت و پسرش لطفعلی‌خان جانشین او شد.
|  |  |                   |                   |                   |                   | فتحعلی‌شاه               | فتحعلی‌شاه               | فتحعلی‌شاه               | فتحعلی‌شاه               | فتحعلی‌شاه               | فتحعلی‌شاه               |      |      | بدر جهان خانم | بدر جهان خانم | بدر جهان خانم | بدر جهان خانم | بدر جهان خانم             | بدر جهان خانم             |                           |                           |                           |                           |                      |                      |                      |                      |                  |                  |                  |                  |  |  | میرزا بابا          | میرزا بابا          | میرزا بابا          | میرزا بابا          | میرزا بابا            | میرزا بابا            |                       |                       |                           |                           |                           |                           |                           |                           |                     |                     |                     |                     |  |  |  |  |  |  |  |  |  |  |  |  |  |  |  |  |  |  |  |  |  |  |  |  |  |  |
|  |  |                   |                   |                   |                   | فتحعلی‌شاه               | فتحعلی‌شاه               | فتحعلی‌شاه               | فتحعلی‌شاه               | فتحعلی‌شاه               | فتحعلی‌شاه               |      |      | بدر جهان خانم | بدر جهان خانم | بدر جهان خانم | بدر جهان خانم | بدر جهان خانم             | بدر جهان خانم             |                           |                           |                           |                           |                      |                      |                      |                      |                  |                  |                  |                  |  |  | میرزا بابا          | میرزا بابا          | میرزا بابا          | میرزا بابا          | میرزا بابا            | میرزا بابا            |                       |                       |                           |                           |                           |                           |                           |                           |                     |                     |                     |                     |  |  |  |  |  |  |  |  |  |  |  |  |  |  |  |  |  |  |  |  |  |  |  |  |  |  |
|  |  |                   |                   |                   |                   |                         |                         |                         |                         |                         |                         |      |      |               |               |               |               |                           |                           |                           |                           |                           |                           |                      |                      |                      |                      |                  |                  |                  |                  |  |  |                     |                     |                     |                     |                       |                       |                       |                       |                           |                           |                           |                           |                           |                           |                     |                     |                     |                     |  |  |  |  |  |  |  |  |  |  |  |  |  |  |  |  |  |  |  |  |  |  |  |  |  |  |
|  |  |                   |                   |                   |                   |                         |                         |                         |                         |                         |                         |      |      |               |               |               |               |                           |                           |                           |                           |                           |                           |                      |                      |                      |                      |                  |                  |                  |                  |  |  |                     |                     |                     |                     |                       |                       |                       |                       |                           |                           |                           |                           |                           |                           |                     |                     |                     |                     |  |  |  |  |  |  |  |  |  |  |  |  |  |  |  |  |  |  |  |  |  |  |  |  |  |  |
|  |  |                   |                   |                   |                   | حسینعلی میرزا فرمانفرما | حسینعلی میرزا فرمانفرما | حسینعلی میرزا فرمانفرما | حسینعلی میرزا فرمانفرما | حسینعلی میرزا فرمانفرما | حسینعلی میرزا فرمانفرما |      |      | همدم‌سلطان‌خانم | همدم‌سلطان‌خانم | همدم‌سلطان‌خانم | همدم‌سلطان‌خانم | همدم‌سلطان‌خانم             | همدم‌سلطان‌خانم             |                           |                           | محمدزکی‌خان وزیر فارس      | محمدزکی‌خان وزیر فارس      | محمدزکی‌خان وزیر فارس | محمدزکی‌خان وزیر فارس | محمدزکی‌خان وزیر فارس | محمدزکی‌خان وزیر فارس |                  |                  |                  |                  |  |  | میرزا نصرالله‌خان    | میرزا نصرالله‌خان    | میرزا نصرالله‌خان    | میرزا نصرالله‌خان    | میرزا نصرالله‌خان      | میرزا نصرالله‌خان      |                       |                       | میرزا اسدالله‌خان وزیرلشکر | میرزا اسدالله‌خان وزیرلشکر | میرزا اسدالله‌خان وزیرلشکر | میرزا اسدالله‌خان وزیرلشکر | میرزا اسدالله‌خان وزیرلشکر | میرزا اسدالله‌خان وزیرلشکر |                     |                     |                     |                     |  |  |  |  |  |  |  |  |  |  |  |  |  |  |  |  |  |  |  |  |  |  |  |  |  |  |
|  |  |                   |                   |                   |                   | حسینعلی میرزا فرمانفرما | حسینعلی میرزا فرمانفرما | حسینعلی میرزا فرمانفرما | حسینعلی میرزا فرمانفرما | حسینعلی میرزا فرمانفرما | حسینعلی میرزا فرمانفرما |      |      | همدم‌سلطان‌خانم | همدم‌سلطان‌خانم | همدم‌سلطان‌خانم | همدم‌سلطان‌خانم | همدم‌سلطان‌خانم             | همدم‌سلطان‌خانم             |                           |                           | محمدزکی‌خان وزیر فارس      | محمدزکی‌خان وزیر فارس      | محمدزکی‌خان وزیر فارس | محمدزکی‌خان وزیر فارس | محمدزکی‌خان وزیر فارس | محمدزکی‌خان وزیر فارس |                  |                  |                  |                  |  |  | میرزا نصرالله‌خان    | میرزا نصرالله‌خان    | میرزا نصرالله‌خان    | میرزا نصرالله‌خان    | میرزا نصرالله‌خان      | میرزا نصرالله‌خان      |                       |                       | میرزا اسدالله‌خان وزیرلشکر | میرزا اسدالله‌خان وزیرلشکر | میرزا اسدالله‌خان وزیرلشکر | میرزا اسدالله‌خان وزیرلشکر | میرزا اسدالله‌خان وزیرلشکر | میرزا اسدالله‌خان وزیرلشکر |                     |                     |                     |                     |  |  |  |  |  |  |  |  |  |  |  |  |  |  |  |  |  |  |  |  |  |  |  |  |  |  |
|  |  |                   |                   |                   |                   |                         |                         |                         |                         |                         |                         |      |      |               |               |               |               |                           |                           |                           |                           |                           |                           |                      |                      |                      |                      |                  |                  |                  |                  |  |  |                     |                     |                     |                     |                       |                       |                       |                       |                           |                           |                           |                           |                           |                           |                     |                     |                     |                     |  |  |  |  |  |  |  |  |  |  |  |  |  |  |  |  |  |  |  |  |  |  |  |  |  |  |
|  |  |                   |                   |                   |                   |                         |                         |                         |                         |                         |                         |      |      |               |               |               |               |                           |                           |                           |                           |                           |                           |                      |                      |                      |                      |                  |                  |                  |                  |  |  |                     |                     |                     |                     |                       |                       |                       |                       |                           |                           |                           |                           |                           |                           |                     |                     |                     |                     |  |  |  |  |  |  |  |  |  |  |  |  |  |  |  |  |  |  |  |  |  |  |  |  |  |  |
|  |  | میرزا آقاخان نوری | میرزا آقاخان نوری | میرزا آقاخان نوری | میرزا آقاخان نوری | میرزا آقاخان نوری       | میرزا آقاخان نوری       |                         |                         | دختر                    | دختر                    | دختر | دختر | دختر          | دختر          |               |               | میرزا نعیم لشکرنویس       | میرزا نعیم لشکرنویس       | میرزا نعیم لشکرنویس       | میرزا نعیم لشکرنویس       | میرزا نعیم لشکرنویس       | میرزا نعیم لشکرنویس       |                      |                      | میرزا خیرالله‌خان     | میرزا خیرالله‌خان     | میرزا خیرالله‌خان | میرزا خیرالله‌خان | میرزا خیرالله‌خان | میرزا خیرالله‌خان |  |  | عباسقلی‌خان سیف‌الملک | عباسقلی‌خان سیف‌الملک | عباسقلی‌خان سیف‌الملک | عباسقلی‌خان سیف‌الملک | عباسقلی‌خان سیف‌الملک   | عباسقلی‌خان سیف‌الملک   |                       |                       | میرزا شکرالله‌خان          | میرزا شکرالله‌خان          | میرزا شکرالله‌خان          | میرزا شکرالله‌خان          | میرزا شکرالله‌خان          | میرزا شکرالله‌خان          |                     |                     |                     |                     |  |  |  |  |  |  |  |  |  |  |  |  |  |  |  |  |  |  |  |  |  |  |  |  |  |  |
|  |  | میرزا آقاخان نوری | میرزا آقاخان نوری | میرزا آقاخان نوری | میرزا آقاخان نوری | میرزا آقاخان نوری       | میرزا آقاخان نوری       |                         |                         | دختر                    | دختر                    | دختر | دختر | دختر          | دختر          |               |               | میرزا نعیم لشکرنویس       | میرزا نعیم لشکرنویس       | میرزا نعیم لشکرنویس       | میرزا نعیم لشکرنویس       | میرزا نعیم لشکرنویس       | میرزا نعیم لشکرنویس       |                      |                      | میرزا خیرالله‌خان     | میرزا خیرالله‌خان     | میرزا خیرالله‌خان | میرزا خیرالله‌خان | میرزا خیرالله‌خان | میرزا خیرالله‌خان |  |  | عباسقلی‌خان سیف‌الملک | عباسقلی‌خان سیف‌الملک | عباسقلی‌خان سیف‌الملک | عباسقلی‌خان سیف‌الملک | عباسقلی‌خان سیف‌الملک   | عباسقلی‌خان سیف‌الملک   |                       |                       | میرزا شکرالله‌خان          | میرزا شکرالله‌خان          | میرزا شکرالله‌خان          | میرزا شکرالله‌خان          | میرزا شکرالله‌خان          | میرزا شکرالله‌خان          |                     |                     |                     |                     |  |  |  |  |  |  |  |  |  |  |  |  |  |  |  |  |  |  |  |  |  |  |  |  |  |  |
|  |  |                   |                   |                   |                   |                         |                         |                         |                         |                         |                         |      |      |               |               |               |               |                           |                           |                           |                           |                           |                           |                      |                      |                      |                      |                  |                  |                  |                  |  |  |                     |                     |                     |                     |                       |                       |                       |                       |                           |                           |                           |                           |                           |                           |                     |                     |                     |                     |  |  |  |  |  |  |  |  |  |  |  |  |  |  |  |  |  |  |  |  |  |  |  |  |  |  |
|  |  |                   |                   |                   |                   |                         |                         |                         |                         |                         |                         |      |      |               |               |               |               |                           |                           |                           |                           |                           |                           |                      |                      |                      |                      |                  |                  |                  |                  |  |  |                     |                     |                     |                     |                       |                       |                       |                       |                           |                           |                           |                           |                           |                           |                     |                     |                     |                     |  |  |  |  |  |  |  |  |  |  |  |  |  |  |  |  |  |  |  |  |  |  |  |  |  |  |
|  |  |                   |                   |                   |                   |                         |                         |                         |                         |                         |                         |      |      |               |               |               |               | میرزا علی‌محمدخان لشکرنویس | میرزا علی‌محمدخان لشکرنویس | میرزا علی‌محمدخان لشکرنویس | میرزا علی‌محمدخان لشکرنویس | میرزا علی‌محمدخان لشکرنویس | میرزا علی‌محمدخان لشکرنویس |                      |                      | عبدالحسین‌خان         | عبدالحسین‌خان         | عبدالحسین‌خان     | عبدالحسین‌خان     | عبدالحسین‌خان     | عبدالحسین‌خان     |  |  |                     |                     |                     |                     | محمدهاشم‌خان امیردیوان | محمدهاشم‌خان امیردیوان | محمدهاشم‌خان امیردیوان | محمدهاشم‌خان امیردیوان | محمدهاشم‌خان امیردیوان     | محمدهاشم‌خان امیردیوان     |                           |                           | مهرعلی‌خان شجاع‌الملک       | مهرعلی‌خان شجاع‌الملک       | مهرعلی‌خان شجاع‌الملک | مهرعلی‌خان شجاع‌الملک | مهرعلی‌خان شجاع‌الملک | مهرعلی‌خان شجاع‌الملک |  |  |  |  |  |  |  |  |  |  |  |  |  |  |  |  |  |  |  |  |  |  |  |  |  |  |
|  |  |                   |                   |                   |                   |                         |                         |                         |                         |                         |                         |      |      |               |               |               |               | میرزا علی‌محمدخان لشکرنویس | میرزا علی‌محمدخان لشکرنویس | میرزا علی‌محمدخان لشکرنویس | میرزا علی‌محمدخان لشکرنویس | میرزا علی‌محمدخان لشکرنویس | میرزا علی‌محمدخان لشکرنویس |                      |                      | عبدالحسین‌خان         | عبدالحسین‌خان         | عبدالحسین‌خان     | عبدالحسین‌خان     | عبدالحسین‌خان     | عبدالحسین‌خان     |  |  |                     |                     |                     |                     | محمدهاشم‌خان امیردیوان | محمدهاشم‌خان امیردیوان | محمدهاشم‌خان امیردیوان | محمدهاشم‌خان امیردیوان | محمدهاشم‌خان امیردیوان     | محمدهاشم‌خان امیردیوان     |                           |                           | مهرعلی‌خان شجاع‌الملک       | مهرعلی‌خان شجاع‌الملک       | مهرعلی‌خان شجاع‌الملک | مهرعلی‌خان شجاع‌الملک | مهرعلی‌خان شجاع‌الملک | مهرعلی‌خان شجاع‌الملک |  |  |  |  |  |  |  |  |  |  |  |  |  |  |  |  |  |  |  |  |  |  |  |  |  |  |
|  |  |                   |                   |                   |                   |                         |                         |                         |                         |                         |                         |      |      |               |               |               |               | لطفعلی‌خان لشکرنویس        | لطفعلی‌خان لشکرنویس        | لطفعلی‌خان لشکرنویس        | لطفعلی‌خان لشکرنویس        | لطفعلی‌خان لشکرنویس        | لطفعلی‌خان لشکرنویس        |                      |                      | فرج‌الله‌خان           | فرج‌الله‌خان           | فرج‌الله‌خان       | فرج‌الله‌خان       | فرج‌الله‌خان       | فرج‌الله‌خان       |  |  |                     |                     |                     |                     |                       |                       |                       |                       |                           |                           |                           |                           |                           |                           |                     |                     |                     |                     |  |  |  |  |  |  |  |  |  |  |  |  |  |  |  |  |  |  |  |  |  |  |  |  |  |  |

### خاندان نوری در اصفهان
در اواخر سلطنت فتحعی‌شاه نیز میرزا محمدزمان که پسر آقاهادی (پسر خواجه ابدال‌بیگ) بود به اصفهان رفت و خاندانی را در آن‌جا پدیدآورد که تا اواخر دوره قاجار در اصفهان دارای قدرت سیاسی بودند. میرزا محمدزمان از لشکرنویسان دربار قاجار بود و در خدمت فتحعلی‌شاه در ۱۲۴۵ به اصفهان رفت و در همان‌جا ماندگار شد. او دختر میرزا اسدالله نوری را به همسری گرفته بود و صاحب دو فرزند به نام‌های میرزا محمدتقی و میرزا مسیح بود. میرزا محمدتقی پس از وفات پدرش (احتمالا در حدود ۱۲۵۷ قمری) میرزا زمان ثانی نام گرفت. او ابتدا به منصب لشکرنویسی اشتغال داشت تا در زمان سلطنت ناصرالدین شاه به مناصب استیفا و ریاست دیوانخانه منصوب شد و در سال ۱۲۷۱ قمری لقب امیردیوان گرفت. او نخست با دختر محمدزکی‌خان نوری و سپس با حمیده‌سلطان‌خانم دختر محمدولی میرزا (پسر سوم فتحعلی‌شاه) ازدواج کرد و صاحب شش پسر و چهار دختر شد. یکی از دختران به عقد ظل‌السلطان حاکم اصفهان درآمد. یکی از پسران، به نام محمدولی‌خان، در دربار تهران مقام استیفای درجه اول داشت. او سپس به اصفهان آمد و در دستگاه ظل‌السلطان صاحب نفوذ و قدرت شد. پسر دیگر امیردیوان، مرتضی‌قلی‌خان از آزادی‌خواهان دوره مشروطه بود. پسر او صادق‌خان منتصرالسلطان نه دوره از مازندران به نمایندگی مجلس شورای ملی انتخاب شد. میرزا تقی‌خان مشیراعظم، یکی دیگر از نوادگان امیردیوان، در کابینه سیدضیاءالدین طباطبایی وزیر پست و تلگراف بود.

### صدارت میرزا آقاخان نوری
آخرین پسر میرزا اسدالله میرزا آقاخان بود که در جوانی وارد خدمت شده و نخست به مقام لشکرنویسی و سپس لشکرنویس‌باشی رسید. وقتی در سال ۱۲۶۲ قمری محمدشاه بیمار شد، میرزا آقاخان که ستاره اقبال حاجی میرزا آقاسی را رو به زوال می‌دید، به مهدعلیا و ناصرالدین‌میرزا نزدیک شد و مراتب خدمتگزاری خود را در حمایت از تاج و تخت ناصرالدین‌میرزا به آنان ابراز کرد. پس از بهبودی شاه، میرزا آقاسی، که مانند همیشه از طرف شاه حمایت می‌شد، دوباره قدرت گرفت و میرزا آقاخان را به سبب پیمانی که مخفیانه با مهدعلیا بسته بود، و در ظاهر به اتهام همکاری با سفارت انگلستان به کاشان تبعید کرد. پس از فوت محمدشاه در سال ۱۲۶۴ قمری، مهدعلیا به تنهایی در تهران زمام امور را در دست گرفت و میرزا آقاخان نیز از کاشان به نزد او شتافت و مهدعلیا او را به عنوان مشاور مخصوص خود انتخاب کرد. امیرکبیر سعی داشت میرزا آقاخان را از دربار دور نگاه دارد با این حال با فشار مهدعلیا مجبور شد او را اسماً به مقام نیابت خود برگزیند، با این حال هیچ‌گاه در امور مملکتی وی را دخالت نمی‌داد. رفته رفته محبوبت امیرکبیر نزد شاه کاهش یافت و در نهایت میرزا آقاخان در محرم سال ۱۲۶۸ به جای امیرکبیر به صدارت منصوب شد. بسیاری از منابع عزل و نهایتاً قتل امیرکبیر را حاصل دسیسه‌های میرزا آقاخان و مهدعلیا می‌دانند. دوران صدارت او، اوج قدرت و نفوذ خاندان نوری بود، چه او تمام مناصب و مشاغل مهم دولتی را به بستگان و فرزندان خود می‌سپرد. اقدامات سیاسی میرزا آقاخان و انحصار مقامات عالی دولتی به اعضای خانواده خود، به تدریج از محبوبیت او نزد درباریان و اشراف قاجاریه کاست. همچنین اقدام ناموفق بابیان در ترور ناصرالدین‌شاه به سبب انتساب خانواده بهاءالله به خاندان خواجه‌نوری، به وجههٔ خوبی که میرزا آقاخان نزد شاه و مهدعلیا داشت، صدمه زد. ناصرالدین‌شاه سرانجام در محرم سال ۱۲۷۵ قمری فرمان عزل او را صادر کرد. تصمیم شاه، تا حدی نیز تحت تأثیر تحریکات گروهی از درباریان بود که مستنداتی علیه میرزا آقاخان جمع‌آوری کرده و به شاه ارائه می‌دادند. با عزل میرزا آقاخان فرزندان و بعضی از بستگان نزدیک او موقعیت خود را از دست دادند و به شهرهای مختلف تبعید شدند. با این حال بسیاری دیگر از اعضای خاندان نوری، که پیش از به قدرت رسیدن میرزا آقاخان در دستگاه قاجار مشغول به کار بودند و از متحدین او شناخته نمی‌شدند، در مقام خود باقی ماندند. میرزا آقاخان و پسرانش به مدت ده سال در تبعید میان قم، اراک، یزد و اصفهان سرگردان تا با فوت میرزا آقاخان در ۱۲۸۱ قمری در قم به آنان او اجازه بازگشت داده شد و به مرور مورد بخشش قرار گرفتند و دوباره به دربار راه یافتند. از جمله در ۱۲۸۷ قمری نظام‌الملک پسر بزرگ میرزا آقاخان به عضویت دارالشوری دولتی درآمد و سال بعد برادر او میرزا داوود، به معاونت دفتر استیفا منصوب شد.

### دوران معاصر
در دوران سلطنت پهلوی بسیاری از اعضای خانواده خواجه‌نوری در مقامات دیپلماتیک و سیاسی مختلف مشغول به کار بودند و بعضی چون فروغ خواجه‌نوری ندیمه اشرف پهلوی و غلامعلی خواجه‌نوری رئیس دفتر تاج‌الملوک آیرملو مادر محمدرضا شاه از نزدیکان دربار شمرده می‌شدند. پس از انقلاب اسلامی سه تن از خواجه‌نوری‌ها، یعنی محسن خواجه‌نوری (سناتور تهران)، علی‌محمد خواجه‌نوری (رئیس اداره سوم ستاد ارتش) و سرلشکر عبدالله خواجه‌نوری (رئیس دادگاه‌های ارتش شاهنشاهی) به حکم دادگاه انقلاب تیرباران شدند.

## تبارنامه

### نوادگان میرزا اسدالله‌خان نوری

#### میرزا آقاخان نوری

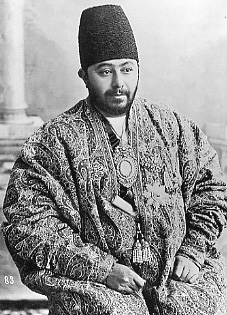
عبدالوهاب‌خان نظام‌الملک، نوه میرزا آقاخان نوری

میرزا آقاخان نوری از ازدواج با دختر میرزا محمدزکی نوری، صاحب هشت پسر و پنج دختر شد. بزرگ‌ترین پسر، میرزا کاظم‌خان (۱۲۴۶–۱۳۰۷ قمری) در آغاز صدارت میرزا آقاخان، به عنوان مستوفی وارد دستگاه قاجار شد. او چندی بعد به درخواست پدرش با عزت‌الدوله خواهر ناصرالدین‌شاه ازدواج کرد و شاه بدو لقب «نظام‌الملک» داد. در زمانی که میرزا یوسف آشتیانی، رئیس دفتر استیفا و رقیب میرزا آقاخان، از شغل خود کناره‌گیری کرده و در املاکش در آشتیان انزوا گزیده بود، میرزا آقاخان نظام‌الملک را به جای او منصوب ساخت. نظام‌الملک پس از عزل میرزا آقاخان از صدارت، کلیه مناصب خود را از دست داد و عزت‌الدوله نیز از او طلاق گرفت. او در ۱۲۸۷ قمری، هفت سال پس از مرگ پدرش، به دربار بازگشت و به عضویت دارالشوری و سپس ریاست دفتر استیفا رسید. او در سال‌های بعد مشاغلی از جمله حکومت یزد و وزارت عدلیه داشت، تا آنکه در ۱۲۹۸ قمری به پشتیبانی کامران میرزا، پسر ناصرالدین شاه، به وزارت لشکر رسید و تا پایان عمر در این مقام باقی بود. او در این دوران پسرش عبدالوهاب‌خان (۱۲۶۵–۱۳۳۵ قمری) را به معاونت خود و منصب لشکرنویسی منصوب ساخته بود. نظام‌الملک پس از فوت امیراصلان‌خان مجدالدوله در سال ۱۲۸۸ قمری، نیم‌تاج‌خانم بیوه او را که دختر میرزا نبی قزوینی از بطن ماه‌نوش‌لب خانم افتخارالسلطنه (دختر فتحعلی‌شاه) بود، به زنی گرفت و صاحب پسری به نام ابوالحسن شد؛ ولی به او علاقه‌ای نداشت و همواره ابراز می‌کرد که این پسر از من نیست. پس از آنکه ابوالحسن خان در جوانی درگذشت، عبدالوهاب خان به تنها وارث نظام‌الملک تبدیل شد و پس از مرگ پدرش در ۱۳۰۷ قمری مناصب او را به ارث برد و نظام‌الملک لقب یافت. عبدالوهاب‌خان در اواخر سلطنت ناصرالدین‌شاه مدتی به حکومت تهران برقرار شد و باردیگر در زمان مظفرالدین‌شاه به وزارت لشکر رسید. او سه بار ازدواج کرد. پسر اول او نعمت‌الله‌خان، از دختر میرزا فضل‌الله وزیر نظام بود و در دوران وزارت لشکر پدرش، شغل و لقب لشکرنویسی داشت. او در سال ۱۳۱۰ قمری لقب «مدیرالسلطنه» دریافت کرد و پس از فوت پدرش در ۱۳۳۵ قمری لقب نظام‌الملک یافت. همسر دیگر عبدالوهاب‌خان انبساط‌الدوله خواهر میرزاعلی‌خان امین‌الدوله (صدراعظم مظفرالدین شاه و نتیجه میرزا اسدالله نوری) بود که از او صاحب دو پسر و سه دختر شد، از جمله: افخم‌الملک، که با عزیزالملوک دختر شاهزاده عبدالصمد میرزا عزالدوله (کوچک‌ترین پسر محمدشاه) ازدواج کرد و اعظم‌الملک که همسرش عفت‌الملوک خواجه‌نوری بود. اعظم‌الملک پدر عباسقلی خواجه‌نوری (۱۲۹۴–۱۳۷۲) بنیان‌گذار علم آمار در ایران است. عبدالوهاب‌خان در اواخر عمر همسر صیغه‌ای گرفت و از او چهار پسر و یک دختر یافت.
پسر دوم میرزا آقاخان، میرزا علی‌خان نامیده می‌شد. او قدی کوتاه داشت و به این سبب به «قصیر» معروف بود. به نوشته حسین محبوبی اردکانی او در زمان حیات پدرش درگذشت و در نجف مدفون شد. اما به گفته مهدی بامداد او پس از فوت پدرش در قید حیات بود و به همراه برادرانش به تهران آمد و مورد عفو ناصرالدین‌شاه قرار گرفت. در سال ۱۳۱۰ قمری به سفر حج رفت و در همان سفر درگذشت. باقر عاقلی میرزا علی‌خان را سومین پسر میرزا آقاخان می‌داند و می‌نویسد که او سه بار ازدواج کرد، ابتدا خورشیدخانم دختر میرزا شکرالله‌خان نوری (امیر دیوان‌خانه فارس) را به زنی گرفت و از او صاحب پسری شد به نام عباس‌خان که بعداً واثق‌السلطنه لقب گرفت و جد اعلای خانواده «واثق نوری» است. سپس کلثوم خانم دختر میرزا محمدحسن اورنگی (برادر بهاءالله) را به همسری گرفت و بعد از وفات کلثوم خانم، با خواهر او شهربانو خانم ازدواج کرد. ملک‌خسروی به دو ازدواج اخیر اشاره می‌کند و نام دختر اول میرزا محمدحسن را شهربانو خانم می‌نویسد که برادرزاده بهاءالله و نامزد عبدالبهاء بوده است اما پس از فوت پدرش به دستور عزیه خانم که عمهٔ بزرگ او و مخالف بهاءالله بوده است به ازدواج میرزا علی‌خان در می‌آید. اما باطناً از این ازدواج راضی نبوده است و پس از یک سال به بیماری سل از دنیا می‌رود. ملک خسروی می‌گوید دختر دوم کلثوم خانم نام داشت که برخلاف خواهرش با رضایت خاطر به ازدواج میرزا علی‌خان درآمد و صاحب اولاد شد.

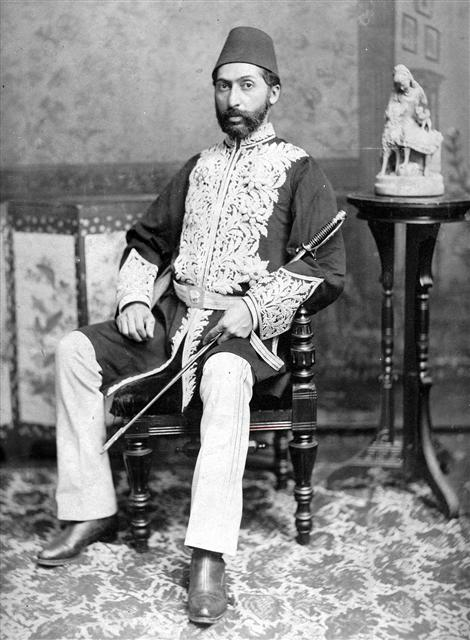
حسینقلی‌خان صدرالسلطنه، پسر میرزا آقاخان نوری و اولین سفیر ایران در آمریکا، معروف به حاجی واشینگتن

سومین پسر میرزا داوودخان (۱۲۵۸–۱۲۹۴ قمری) در سن پانزده‌سالگی در دوران صدارت میرزا آقاخان به وزارت لشکر منصوب شد. پس از عزل میرزا آقاخان او نیز منصب خود را از دست داد و به یزد تبعید شد. در ۱۲۸۸ قمری برادرش نظام‌الملک که به ریاست دفتر استیفا رسیده بود، او را به معاونت خود منصوب کرد. داوودخان در سن سی و شش سالگی درگذشت. او با فاطمه خانم دختر محمدحسن‌خان سردار ایروانی از ماه‌رخسارخانم فخرالدوله (دختر عباس میرزا) ازدواج کرده بود و چند دختر و دو پسر داشت. پسر دوم حسنعلی‌خان اعتضادالممالک، از پیشخدمتان ناصرالدین‌شاه قاجار بود و در سن بیست و هشت سالگی در سال ۱۳۲۱ قمری به دلیل مشکلات مالی با طپانچه خودکشی کرد. اعتمادالسلطنه در روزنامه خاطرات خود ذیل وقایع ربیع‌الاول ۱۳۰۱ قمری می‌نویسد: «چهارشنبه بیست و چهارم، صبح خانه نظام‌الملک رفتم چون علیه خانم دختر میرزا داوود خان که مادرش فاطمه خانم صبیه فخرالدوله مرحوم است، فوت شده است. این علیه خانم بیچاره سیزده سال داشت و تازه او را به جهت سلیمان‌خان پسر عبدالحسین‌خان که پسردایی او بود عروسی کرده بودند.» سلیمان‌خان ملقب به ادیب‌السلطنه جد خانواده سرداری و پسر عبدالحسین‌خان فخرالملک (پسر خان بابا خان سردار) بود. دختر دیگر تاج‌ماه‌خانم نام داشت که با میرزا علی شکوه‌الملک پسر میرزا محمد قوام‌الدوله ازدواج کرد و تنها پسرش حسین شکوه (۱۲۵۳–۱۳۳۰) رئیس دفتر مخصوص رضا شاه بود.
پسر دیگر، میرزا محمدخان موقرالدوله، با شرف‌الدوله دختر ابراهیم‌خان نظام‌الدوله (نوه محمدزکی‌خان نوری) ازدواج کرد. آنان صاحب دو پسر شدند: امیراصلان‌خان نظام‌السلطان (مرگ ۱۳۱۷ خورشیدی) و رضا خان مؤید همایون. نظام‌السلطان در دوران سلطنت مظفرالدین‌شاه به حکومت مازندران منصوب شد. او در دوره سوم و چهارم مجلس شورای ملی از بابل به نمایندگی انتخاب شد و در خلال جنگ جهانی اول به حکومت شهرهای مهمی چون همدان و کرمان رسید. او نخست دختر میرزا فتح‌الله ثانی (نوه میرزا اسدالله نوری) را به همسری برگزید و صاحب پنج فرزند، دو دختر و سه پسر شد، اما در میانسالی به افتخارالسلطنه دختر ناصرالدین‌شاه علاقه‌مند شد و برای ازدواج با وی، همسر و فرزندان خود را رها کرد. در آن زمان عارف قزوینی نیز به افتخارالسلطنه عشق سوزانی پیدا کرده بود و در مجالسی که نظام‌السلطان به افتخار افتخارالسلطنه برپا می‌کرد، شرکت می‌کرد. این ماجراها در نزد مردم آن روزگار شهرتی بسیار یافته بود و عارف نیز بخشی از آن را در یادداشت‌ها و شعرهای خود ثبت کرده است. همسر سابق نظام‌السلطان، یعنی دختر میرزا فتح‌الله پس از آنکه نظام‌السلطان به افتخارالسلطنه علاقه‌مند شد از او طلاق گرفت و به ازدواج حاج‌محمدعلی شال‌فروش که از تجار معروف بازار تهران بود، درآمد. پس از چند سال رابطه افتخارالسلطنه با نظام‌السلطان به تیرگی گرایید، نظام‌السلطان او را طلاق داده و دوباره با همسر قبلی خود ازدواج کرد. دختر میرزا فتح‌الله از ازدواج با حاج‌محمدعلی دو فرزند پیدا کرده بود به نام‌های محسن و فروغ که نظام‌السلطان حضانت آنان را قبول کرده و نام فامیلی خود را به آنان داد. نظام‌السلطان در سال ۱۲۹۷ خورشیدی نظام‌الدوله لقب گرفت و لقب قبلی خود را به پسر بزرگش غلامعلی خواجه‌نوری منتقل کرد.
پسر هفتم میرزا حسینقلی‌خان در سال ۱۳۰۵ قمری از جانب ناصرالدین‌شاه به عنوان اولین وزیرمختار ایران در ایالات متحده آمریکا، به واشینگتن فرستاده شد. او پس از بازگشت لقب صدرالسلطنه گرفت و وزیر فوائد عامه شد. صدرالسلطنه صاحب چهار فرزند، سه دختر و یک پسر بود. دختر اولش مهرماه‌خانم شرف‌الدوله به ازدواج رضاخان مؤید همایون برادر نظام‌السطان درآمد. دختر دوم، بدرالملوک همسر عبدالعلی حکمت شد. دختر آخر به نام تاج‌الملوک با حسین قدس نخعی وزیر امورخارجه ایران ازدواج کرد. پسر صدرالسلطنه، نصرالله صدرنوری که تاجری بسیار نام‌آور و واردکننده نخستین نسل اتوموبیل به ایران بود، در سال ۱۳۲۰ خورشیدی در خیابان توسط سارقانی که قصد دزدی جواهراتش را داشتند، به قتل رسید. پسر او رضا صدرنوری، در ۲۸ مرداد ۱۳۳۲ هنگامی که از بالکن خانه درگیری‌های میدان بهارستان را تماشا می‌کرد، بر اثر اصابت تیر هوایی کشته شد. تنها دختر نصرالله صدرنوری، پریوش با عباس مؤدب‌نفیسی پسر علی‌اصغر نفیسی (مؤدب‌الدوله) ازدواج کرد.
|            |            |            |            |            |            |  |  |          |          |          |          |                       |                       |                       |                       |                       |                       |         |         |                          |                          |                          |                          |                          |                          |                      |                      |                      |                      |                 |                 | میرزا بابا        |                   |                   |                   |                   |                   |              |              |                           |                           |                           |                           |                                         |                                         |                                         |                                         |                                         |                                         |                       |                       |                       |                       |  |  |  |  |  |  |  |  |  |  |  |  |  |  |  |  |  |  |  |  |  |  |  |  |  |  |  |  |
|            |            |            |            |            |            |  |  |          |          |          |          |                       |                       |                       |                       |                       |                       |         |         |                          |                          |                          |                          |                          |                          |                      |                      |                      |                      |                 |                 |                   |                   |                   |                   |                   |                   |              |              |                           |                           |                           |                           |                                         |                                         |                                         |                                         |                                         |                                         |                       |                       |                       |                       |  |  |  |  |  |  |  |  |  |  |  |  |  |  |  |  |  |  |  |  |  |  |  |  |  |  |  |  |
|            |            |            |            |            |            |  |  |          |          |          |          |                       |                       |                       |                       |                       |                       |         |         |                          |                          |                          |                          |                          |                          |                      |                      |                      |                      |                 |                 |                   |                   |                   |                   |                   |                   |              |              |                           |                           |                           |                           |                                         |                                         |                                         |                                         |                                         |                                         |                       |                       |                       |                       |  |  |  |  |  |  |  |  |  |  |  |  |  |  |  |  |  |  |  |  |  |  |  |  |  |  |  |  |
|            |            |            |            |            |            |  |  |          |          |          |          |                       |                       |                       |                       |                       |                       |         |         |                          |                          |                          |                          | محمدزکی‌خان وزیر فارس     | محمدزکی‌خان وزیر فارس     | محمدزکی‌خان وزیر فارس | محمدزکی‌خان وزیر فارس | محمدزکی‌خان وزیر فارس | محمدزکی‌خان وزیر فارس |                 |                 | میرزا نصرالله‌خان  | میرزا نصرالله‌خان  | میرزا نصرالله‌خان  | میرزا نصرالله‌خان  | میرزا نصرالله‌خان  | میرزا نصرالله‌خان  |              |              | میرزا اسدالله‌خان وزیرلشکر | میرزا اسدالله‌خان وزیرلشکر | میرزا اسدالله‌خان وزیرلشکر | میرزا اسدالله‌خان وزیرلشکر | میرزا اسدالله‌خان وزیرلشکر               | میرزا اسدالله‌خان وزیرلشکر               |                                         |                                         |                                         |                                         |                       |                       |                       |                       |  |  |  |  |  |  |  |  |  |  |  |  |  |  |  |  |  |  |  |  |  |  |  |  |  |  |  |  |
|            |            |            |            |            |            |  |  |          |          |          |          |                       |                       |                       |                       |                       |                       |         |         |                          |                          |                          |                          | محمدزکی‌خان وزیر فارس     | محمدزکی‌خان وزیر فارس     | محمدزکی‌خان وزیر فارس | محمدزکی‌خان وزیر فارس | محمدزکی‌خان وزیر فارس | محمدزکی‌خان وزیر فارس |                 |                 | میرزا نصرالله‌خان  | میرزا نصرالله‌خان  | میرزا نصرالله‌خان  | میرزا نصرالله‌خان  | میرزا نصرالله‌خان  | میرزا نصرالله‌خان  |              |              | میرزا اسدالله‌خان وزیرلشکر | میرزا اسدالله‌خان وزیرلشکر | میرزا اسدالله‌خان وزیرلشکر | میرزا اسدالله‌خان وزیرلشکر | میرزا اسدالله‌خان وزیرلشکر               | میرزا اسدالله‌خان وزیرلشکر               |                                         |                                         |                                         |                                         |                       |                       |                       |                       |  |  |  |  |  |  |  |  |  |  |  |  |  |  |  |  |  |  |  |  |  |  |  |  |  |  |  |  |
|            |            |            |            |            |            |  |  |          |          |          |          |                       |                       |                       |                       |                       |                       |         |         |                          |                          |                          |                          | دختر                     | دختر                     | دختر                 | دختر                 | دختر                 | دختر                 |                 |                 |                   |                   |                   |                   |                   |                   |              |              | میرزا آقاخان نوری         | میرزا آقاخان نوری         | میرزا آقاخان نوری         | میرزا آقاخان نوری         | میرزا آقاخان نوری                       | میرزا آقاخان نوری                       |                                         |                                         |                                         |                                         |                       |                       |                       |                       |  |  |  |  |  |  |  |  |  |  |  |  |  |  |  |  |  |  |  |  |  |  |  |  |  |  |  |  |
|            |            |            |            |            |            |  |  |          |          |          |          |                       |                       |                       |                       |                       |                       |         |         |                          |                          |                          |                          | دختر                     | دختر                     | دختر                 | دختر                 | دختر                 | دختر                 |                 |                 |                   |                   |                   |                   |                   |                   |              |              | میرزا آقاخان نوری         | میرزا آقاخان نوری         | میرزا آقاخان نوری         | میرزا آقاخان نوری         | میرزا آقاخان نوری                       | میرزا آقاخان نوری                       |                                         |                                         |                                         |                                         |                       |                       |                       |                       |  |  |  |  |  |  |  |  |  |  |  |  |  |  |  |  |  |  |  |  |  |  |  |  |  |  |  |  |
|            |            |            |            |            |            |  |  |          |          |          |          |                       |                       |                       |                       |                       |                       |         |         |                          |                          |                          |                          |                          |                          |                      |                      |                      |                      |                 |                 |                   |                   |                   |                   |                   |                   |              |              |                           |                           |                           |                           |                                         |                                         |                                         |                                         |                                         |                                         |                       |                       |                       |                       |  |  |  |  |  |  |  |  |  |  |  |  |  |  |  |  |  |  |  |  |  |  |  |  |  |  |  |  |
|            |            |            |            |            |            |  |  |          |          |          |          |                       |                       |                       |                       |                       |                       |         |         |                          |                          |                          |                          |                          |                          |                      |                      |                      |                      |                 |                 |                   |                   |                   |                   |                   |                   |              |              |                           |                           |                           |                           |                                         |                                         |                                         |                                         |                                         |                                         |                       |                       |                       |                       |  |  |  |  |  |  |  |  |  |  |  |  |  |  |  |  |  |  |  |  |  |  |  |  |  |  |  |  |
|            |            |            |            |            |            |  |  |          |          |          |          | حسینقلی‌خان صدرالسلطنه | حسینقلی‌خان صدرالسلطنه | حسینقلی‌خان صدرالسلطنه | حسینقلی‌خان صدرالسلطنه | حسینقلی‌خان صدرالسلطنه | حسینقلی‌خان صدرالسلطنه |         |         | میرزا محمدخان موقرالدوله | میرزا محمدخان موقرالدوله | میرزا محمدخان موقرالدوله | میرزا محمدخان موقرالدوله | میرزا محمدخان موقرالدوله | میرزا محمدخان موقرالدوله |                      |                      | میرزا داوود خان      | میرزا داوود خان      | میرزا داوود خان | میرزا داوود خان | میرزا داوود خان   | میرزا داوود خان   |                   |                   | میرزا علی‌خان      | میرزا علی‌خان      | میرزا علی‌خان | میرزا علی‌خان | میرزا علی‌خان              | میرزا علی‌خان              |                           |                           | میرزا کاظم خان نظام‌الملک ۱۲۴۶–۱۳۰۷ قمری | میرزا کاظم خان نظام‌الملک ۱۲۴۶–۱۳۰۷ قمری | میرزا کاظم خان نظام‌الملک ۱۲۴۶–۱۳۰۷ قمری | میرزا کاظم خان نظام‌الملک ۱۲۴۶–۱۳۰۷ قمری | میرزا کاظم خان نظام‌الملک ۱۲۴۶–۱۳۰۷ قمری | میرزا کاظم خان نظام‌الملک ۱۲۴۶–۱۳۰۷ قمری |                       |                       |                       |                       |  |  |  |  |  |  |  |  |  |  |  |  |  |  |  |  |  |  |  |  |  |  |  |  |  |  |  |  |
|            |            |            |            |            |            |  |  |          |          |          |          | حسینقلی‌خان صدرالسلطنه | حسینقلی‌خان صدرالسلطنه | حسینقلی‌خان صدرالسلطنه | حسینقلی‌خان صدرالسلطنه | حسینقلی‌خان صدرالسلطنه | حسینقلی‌خان صدرالسلطنه |         |         | میرزا محمدخان موقرالدوله | میرزا محمدخان موقرالدوله | میرزا محمدخان موقرالدوله | میرزا محمدخان موقرالدوله | میرزا محمدخان موقرالدوله | میرزا محمدخان موقرالدوله |                      |                      | میرزا داوود خان      | میرزا داوود خان      | میرزا داوود خان | میرزا داوود خان | میرزا داوود خان   | میرزا داوود خان   |                   |                   | میرزا علی‌خان      | میرزا علی‌خان      | میرزا علی‌خان | میرزا علی‌خان | میرزا علی‌خان              | میرزا علی‌خان              |                           |                           | میرزا کاظم خان نظام‌الملک ۱۲۴۶–۱۳۰۷ قمری | میرزا کاظم خان نظام‌الملک ۱۲۴۶–۱۳۰۷ قمری | میرزا کاظم خان نظام‌الملک ۱۲۴۶–۱۳۰۷ قمری | میرزا کاظم خان نظام‌الملک ۱۲۴۶–۱۳۰۷ قمری | میرزا کاظم خان نظام‌الملک ۱۲۴۶–۱۳۰۷ قمری | میرزا کاظم خان نظام‌الملک ۱۲۴۶–۱۳۰۷ قمری |                       |                       |                       |                       |  |  |  |  |  |  |  |  |  |  |  |  |  |  |  |  |  |  |  |  |  |  |  |  |  |  |  |  |
|            |            |            |            |            |            |  |  |          |          |          |          | نصرالله‌خان صدرنوری    | نصرالله‌خان صدرنوری    | نصرالله‌خان صدرنوری    | نصرالله‌خان صدرنوری    | نصرالله‌خان صدرنوری    | نصرالله‌خان صدرنوری    |         |         | امیراصلان‌خان نظام‌الدوله  | امیراصلان‌خان نظام‌الدوله  | امیراصلان‌خان نظام‌الدوله  | امیراصلان‌خان نظام‌الدوله  | امیراصلان‌خان نظام‌الدوله  | امیراصلان‌خان نظام‌الدوله  |                      |                      |                      |                      |                 |                 |                   |                   |                   |                   |                   |                   |              |              |                           |                           |                           |                           | عبدالوهاب خان نظام‌الملک ۱۲۶۵–۱۳۳۵ قمری  | عبدالوهاب خان نظام‌الملک ۱۲۶۵–۱۳۳۵ قمری  | عبدالوهاب خان نظام‌الملک ۱۲۶۵–۱۳۳۵ قمری  | عبدالوهاب خان نظام‌الملک ۱۲۶۵–۱۳۳۵ قمری  | عبدالوهاب خان نظام‌الملک ۱۲۶۵–۱۳۳۵ قمری  | عبدالوهاب خان نظام‌الملک ۱۲۶۵–۱۳۳۵ قمری  |                       |                       |                       |                       |  |  |  |  |  |  |  |  |  |  |  |  |  |  |  |  |  |  |  |  |  |  |  |  |  |  |  |  |
|            |            |            |            |            |            |  |  |          |          |          |          | نصرالله‌خان صدرنوری    | نصرالله‌خان صدرنوری    | نصرالله‌خان صدرنوری    | نصرالله‌خان صدرنوری    | نصرالله‌خان صدرنوری    | نصرالله‌خان صدرنوری    |         |         | امیراصلان‌خان نظام‌الدوله  | امیراصلان‌خان نظام‌الدوله  | امیراصلان‌خان نظام‌الدوله  | امیراصلان‌خان نظام‌الدوله  | امیراصلان‌خان نظام‌الدوله  | امیراصلان‌خان نظام‌الدوله  |                      |                      |                      |                      |                 |                 |                   |                   |                   |                   |                   |                   |              |              |                           |                           |                           |                           | عبدالوهاب خان نظام‌الملک ۱۲۶۵–۱۳۳۵ قمری  | عبدالوهاب خان نظام‌الملک ۱۲۶۵–۱۳۳۵ قمری  | عبدالوهاب خان نظام‌الملک ۱۲۶۵–۱۳۳۵ قمری  | عبدالوهاب خان نظام‌الملک ۱۲۶۵–۱۳۳۵ قمری  | عبدالوهاب خان نظام‌الملک ۱۲۶۵–۱۳۳۵ قمری  | عبدالوهاب خان نظام‌الملک ۱۲۶۵–۱۳۳۵ قمری  |                       |                       |                       |                       |  |  |  |  |  |  |  |  |  |  |  |  |  |  |  |  |  |  |  |  |  |  |  |  |  |  |  |  |
|            |            |            |            |            |            |  |  |          |          |          |          |                       |                       |                       |                       |                       |                       |         |         |                          |                          |                          |                          |                          |                          |                      |                      |                      |                      |                 |                 |                   |                   |                   |                   |                   |                   |              |              |                           |                           |                           |                           |                                         |                                         |                                         |                                         |                                         |                                         |                       |                       |                       |                       |  |  |  |  |  |  |  |  |  |  |  |  |  |  |  |  |  |  |  |  |  |  |  |  |  |  |  |  |
| علی معتمدی | علی معتمدی | علی معتمدی | علی معتمدی | علی معتمدی | علی معتمدی |  |  | منیراعظم | منیراعظم | منیراعظم | منیراعظم | منیراعظم              | منیراعظم              |                       |                       | نیراعظم               | نیراعظم               | نیراعظم | نیراعظم | نیراعظم                  | نیراعظم                  |                          |                          | نصرت                     | نصرت                     | نصرت                 | نصرت                 | نصرت                 | نصرت                 |                 |                 | غلامعلی خواجه‌نوری | غلامعلی خواجه‌نوری | غلامعلی خواجه‌نوری | غلامعلی خواجه‌نوری | غلامعلی خواجه‌نوری | غلامعلی خواجه‌نوری |              |              | افخم‌الملک                 | افخم‌الملک                 | افخم‌الملک                 | افخم‌الملک                 | افخم‌الملک                               | افخم‌الملک                               |                                         |                                         | نعمت‌الله‌خان نظام‌الملک                   | نعمت‌الله‌خان نظام‌الملک                   | نعمت‌الله‌خان نظام‌الملک | نعمت‌الله‌خان نظام‌الملک | نعمت‌الله‌خان نظام‌الملک | نعمت‌الله‌خان نظام‌الملک |  |  |  |  |  |  |  |  |  |  |  |  |  |  |  |  |  |  |  |  |  |  |  |  |  |  |  |  |
| علی معتمدی | علی معتمدی | علی معتمدی | علی معتمدی | علی معتمدی | علی معتمدی |  |  | منیراعظم | منیراعظم | منیراعظم | منیراعظم | منیراعظم              | منیراعظم              |                       |                       | نیراعظم               | نیراعظم               | نیراعظم | نیراعظم | نیراعظم                  | نیراعظم                  |                          |                          | نصرت                     | نصرت                     | نصرت                 | نصرت                 | نصرت                 | نصرت                 |                 |                 | غلامعلی خواجه‌نوری | غلامعلی خواجه‌نوری | غلامعلی خواجه‌نوری | غلامعلی خواجه‌نوری | غلامعلی خواجه‌نوری | غلامعلی خواجه‌نوری |              |              | افخم‌الملک                 | افخم‌الملک                 | افخم‌الملک                 | افخم‌الملک                 | افخم‌الملک                               | افخم‌الملک                               |                                         |                                         | نعمت‌الله‌خان نظام‌الملک                   | نعمت‌الله‌خان نظام‌الملک                   | نعمت‌الله‌خان نظام‌الملک | نعمت‌الله‌خان نظام‌الملک | نعمت‌الله‌خان نظام‌الملک | نعمت‌الله‌خان نظام‌الملک |  |  |  |  |  |  |  |  |  |  |  |  |  |  |  |  |  |  |  |  |  |  |  |  |  |  |  |  |

#### میرزا فتح‌الله

پرتره شوکت‌الملوک خواجه‌نوری به قلم خود او

میرزا فتح‌الله پسر چهارم میرزا اسدالله بود و پس از پدرش به مقام لشکرنویسی رسید. او پس از آنکه میرزا آقاخان نوری در زمان صدارت حاجی میرزا آقاسی از وزارت لشکر عزل شد، مدت کوتاهی منصب وزیر لشگری یافت. با مرگ محمدشاه و شروع سلطنت ناصرالدین‌شاه قاجار، میرزا آقاخان بار دیگر به منصب پیشین خود برقرار شد. میرزا فتح‌الله صاحب دو پسر و سه دختر بوده است، پسران او به ترتیب میرزا محمدباقر (ملقب به میرزا فتح‌الله ثانی) و میرزا حبیب‌الله و دخترانش زینت‌الحاجیه، کلثوم‌خانم و سکینه‌خانم بودند. زینت‌الحاجیه همسر اول میرزا ابراهیم‌خان نظام‌الدوله پسر رضاقلی‌خان پسر محمدزکی‌خان نوری بود.
در زمان صدارت میرزا آقاخان شغل لشکرنویسی به پسر بزرگ میرزا فتح‌الله، میرزا محمدباقر (فتح‌الله ثانی) سپرده شد. میرزا فتح‌الله ثانی صاحب دو پسر بود: میرزا محسن لشکرنویس و میرزا نبی. میرزا محسن، صدرالحاجیه، یکی از دختران میرزا آقاخان را به همسری گرفت و از او صاحب یک پسر و پنج دختر شد. پسرش حیدر خواجه‌نوری ملقب به امیرشوکت بود و دخترانش از این قرار بودند: ایران‌خانم منزه‌السلطنه که ابتدا همسر حسین‌خان ساعدهمایون شد و سپس با ناظم‌التولیه از خانواده متولی حرم حضرت معصومه ازدواج کرد. از ازدواج اول صاحب پسری شد به نام ابوالحسن نورافشار که واقف بیمارستان نورافشار در جمال‌آباد نیاوران است. دختر دوم میرزا محسن، جلیله‌خانم جمال‌الدوله بود که با میرزاعلی اکبرخان نفیسی ازدواج کرد. دختر سوم عزیزه‌خانم جمال‌السلطنه به همسری علی‌اصغر نفیسی (مؤدب‌الدوله) درآمد. دختر چهارم افسانه‌خانم لقاءالدوله همسر امیراصلان‌خان نظام‌الدوله شد و پنجمین دختر شوکت‌السلطنه بود که با میرزا احمد آشتیانی پسر میرزا محمدحسن آشتیانی (روحانی معروف تهران در دوران ناصرالدین‌شاه) ازدواج کرد.
فرزند دیگر میرزا فتح‌الله، میرزا حبیب‌الله نام داشت و صاحب سه پسر بود: میرزا ابوتراب نظم‌الدوله (۱۲۳۷–۱۳۰۶ خورشیدی)، اسماعیل خواجه‌نوری و ابراهیم خواجه‌نوری. نظم‌الدوله از زمان صدارت میرزا آقاخان نوری به ریاست نظمیه تهران برقرار بود و به سبب طول مدت ریاست بر نظمیه از طرف ناصرالدین‌شاه به او لقب نظم‌الدوله داده شده بود. بعد از مشروطیت خزانه‌داری نظام و ریاست مهمات و ذخیره قشون به او سپرده شد. پس از چند سال به معاونت ایالت آذربایجان رسید و مدتی حاکم زنجان بود، تا آنکه پس از کودتای ۱۲۹۹ معاون وزیر جنگ شد. او گذشته از مشاغل و مقامات اداری یکی از مترجمین خوب و نویسندگان زبردست زمان خود بود و چندین کتاب تاریخی را از فرانسه به فارسی برگردانده است. نظم‌الدوله از ازدواج با عفت‌الدوله (ثانی)، دختر یوسف‌خان سرتیپ و خواهرزاده ناصرالدین شاه، پنج فرزند، سه دختر و دو پسر داشت. دختران که به ترتیب عفت‌الملوک، اشرف‌الملوک و شوکت‌الملوک نام داشتند، تحت توجه پدرشان تحصیل کرده و از زنان آگاه و روشنفکر عصر خود محسوب می‌شدند. همچنین عفت‌الملوک و شوکت‌الملوک از برجسته‌ترین شاگردان کمال‌الملک بودند. از آنان تابلوهای ارزشمندی با شیوه‌های آب رنگ، رنگ روغن و خامه دوزی برجای مانده است. عفت‌الملوک با اعظم‌الملک خواجه‌نوری پسر عبدالوهاب‌خان نظام‌الملک ازدواج کرد. اشرف‌الملوک همسر موسی میرفخرایی (معیرالملک) شد. او مادر نیر میرفخرایی شاعر، مترجم، روزنامه‌نگار و سیاستمدار معاصر ایرانی بود. شوکت‌الملوک در سال ۱۲۹۴ با حصن‌الدوله خانشقاقی ازدواج کرد. فرزند آنان هوشنگ خانشقاقی، معمار معروف و سازنده اولین بنای بلند مرتبه ایران است.
|                   |                   |                   |                   |                   |                   |            |            |                                    |                                    |                                    |                                    |                                    |                                    |           |           |                     |                     |                     |                     |                      |                      |                                |                                |                                |                                |                                |                                |                           |                           |                           |                           |                           |                           |  |  | میرزا بابا               |                          |                          |                          |                          |                          |  |  |                                   |                                   |                                   |                                   |                                   |                                   |  |  |  |  |  |  |  |  |  |  |  |  |  |  |  |  |  |  |  |  |  |  |  |  |  |  |  |  |  |  |  |  |
|                   |                   |                   |                   |                   |                   |            |            |                                    |                                    |                                    |                                    |                                    |                                    |           |           |                     |                     |                     |                     |                      |                      |                                |                                |                                |                                |                                |                                |                           |                           |                           |                           |                           |                           |  |  |                          |                          |                          |                          |                          |                          |  |  |                                   |                                   |                                   |                                   |                                   |                                   |  |  |  |  |  |  |  |  |  |  |  |  |  |  |  |  |  |  |  |  |  |  |  |  |  |  |  |  |  |  |  |  |
|                   |                   |                   |                   |                   |                   |            |            |                                    |                                    |                                    |                                    |                                    |                                    |           |           |                     |                     |                     |                     |                      |                      |                                |                                |                                |                                |                                |                                |                           |                           |                           |                           |                           |                           |  |  |                          |                          |                          |                          |                          |                          |  |  |                                   |                                   |                                   |                                   |                                   |                                   |  |  |  |  |  |  |  |  |  |  |  |  |  |  |  |  |  |  |  |  |  |  |  |  |  |  |  |  |  |  |  |  |
|                   |                   |                   |                   |                   |                   |            |            |                                    |                                    |                                    |                                    |                                    |                                    |           |           |                     |                     |                     |                     |                      |                      |                                |                                |                                |                                |                                |                                | میرزا اسدالله‌خان وزیرلشکر | میرزا اسدالله‌خان وزیرلشکر | میرزا اسدالله‌خان وزیرلشکر | میرزا اسدالله‌خان وزیرلشکر | میرزا اسدالله‌خان وزیرلشکر | میرزا اسدالله‌خان وزیرلشکر |  |  | میرزا نصرالله‌خان         | میرزا نصرالله‌خان         | میرزا نصرالله‌خان         | میرزا نصرالله‌خان         | میرزا نصرالله‌خان         | میرزا نصرالله‌خان         |  |  | محمدزکی‌خان وزیر فارس              | محمدزکی‌خان وزیر فارس              | محمدزکی‌خان وزیر فارس              | محمدزکی‌خان وزیر فارس              | محمدزکی‌خان وزیر فارس              | محمدزکی‌خان وزیر فارس              |  |  |  |  |  |  |  |  |  |  |  |  |  |  |  |  |  |  |  |  |  |  |  |  |  |  |  |  |  |  |  |  |
|                   |                   |                   |                   |                   |                   |            |            |                                    |                                    |                                    |                                    |                                    |                                    |           |           |                     |                     |                     |                     |                      |                      |                                |                                |                                |                                |                                |                                | میرزا اسدالله‌خان وزیرلشکر | میرزا اسدالله‌خان وزیرلشکر | میرزا اسدالله‌خان وزیرلشکر | میرزا اسدالله‌خان وزیرلشکر | میرزا اسدالله‌خان وزیرلشکر | میرزا اسدالله‌خان وزیرلشکر |  |  | میرزا نصرالله‌خان         | میرزا نصرالله‌خان         | میرزا نصرالله‌خان         | میرزا نصرالله‌خان         | میرزا نصرالله‌خان         | میرزا نصرالله‌خان         |  |  | محمدزکی‌خان وزیر فارس              | محمدزکی‌خان وزیر فارس              | محمدزکی‌خان وزیر فارس              | محمدزکی‌خان وزیر فارس              | محمدزکی‌خان وزیر فارس              | محمدزکی‌خان وزیر فارس              |  |  |  |  |  |  |  |  |  |  |  |  |  |  |  |  |  |  |  |  |  |  |  |  |  |  |  |  |  |  |  |  |
|                   |                   |                   |                   |                   |                   |            |            |                                    |                                    |                                    |                                    |                                    |                                    |           |           |                     |                     |                     |                     |                      |                      |                                |                                |                                |                                |                                |                                |                           |                           |                           |                           |                           |                           |  |  |                          |                          |                          |                          |                          |                          |  |  |                                   |                                   |                                   |                                   |                                   |                                   |  |  |  |  |  |  |  |  |  |  |  |  |  |  |  |  |  |  |  |  |  |  |  |  |  |  |  |  |  |  |  |  |
|                   |                   |                   |                   |                   |                   |            |            |                                    |                                    |                                    |                                    |                                    |                                    |           |           |                     |                     |                     |                     |                      |                      | میرزا فتح‌الله اول لشکرنویس‌باشی | میرزا فتح‌الله اول لشکرنویس‌باشی | میرزا فتح‌الله اول لشکرنویس‌باشی | میرزا فتح‌الله اول لشکرنویس‌باشی | میرزا فتح‌الله اول لشکرنویس‌باشی | میرزا فتح‌الله اول لشکرنویس‌باشی |                           |                           |                           |                           |                           |                           |  |  | میرزا آقاخان نوری        | میرزا آقاخان نوری        | میرزا آقاخان نوری        | میرزا آقاخان نوری        | میرزا آقاخان نوری        | میرزا آقاخان نوری        |  |  | دختر                              | دختر                              | دختر                              | دختر                              | دختر                              | دختر                              |  |  |  |  |  |  |  |  |  |  |  |  |  |  |  |  |  |  |  |  |  |  |  |  |  |  |  |  |  |  |  |  |
|                   |                   |                   |                   |                   |                   |            |            |                                    |                                    |                                    |                                    |                                    |                                    |           |           |                     |                     |                     |                     |                      |                      | میرزا فتح‌الله اول لشکرنویس‌باشی | میرزا فتح‌الله اول لشکرنویس‌باشی | میرزا فتح‌الله اول لشکرنویس‌باشی | میرزا فتح‌الله اول لشکرنویس‌باشی | میرزا فتح‌الله اول لشکرنویس‌باشی | میرزا فتح‌الله اول لشکرنویس‌باشی |                           |                           |                           |                           |                           |                           |  |  | میرزا آقاخان نوری        | میرزا آقاخان نوری        | میرزا آقاخان نوری        | میرزا آقاخان نوری        | میرزا آقاخان نوری        | میرزا آقاخان نوری        |  |  | دختر                              | دختر                              | دختر                              | دختر                              | دختر                              | دختر                              |  |  |  |  |  |  |  |  |  |  |  |  |  |  |  |  |  |  |  |  |  |  |  |  |  |  |  |  |  |  |  |  |
|                   |                   |                   |                   |                   |                   |            |            |                                    |                                    |                                    |                                    |                                    |                                    |           |           |                     |                     |                     |                     |                      |                      |                                |                                |                                |                                |                                |                                |                           |                           |                           |                           |                           |                           |  |  |                          |                          |                          |                          |                          |                          |  |  |                                   |                                   |                                   |                                   |                                   |                                   |  |  |  |  |  |  |  |  |  |  |  |  |  |  |  |  |  |  |  |  |  |  |  |  |  |  |  |  |  |  |  |  |
|                   |                   |                   |                   |                   |                   |            |            |                                    |                                    |                                    |                                    |                                    |                                    |           |           |                     |                     |                     |                     |                      |                      |                                |                                |                                |                                |                                |                                |                           |                           |                           |                           |                           |                           |  |  |                          |                          |                          |                          |                          |                          |  |  |                                   |                                   |                                   |                                   |                                   |                                   |  |  |  |  |  |  |  |  |  |  |  |  |  |  |  |  |  |  |  |  |  |  |  |  |  |  |  |  |  |  |  |  |
|                   |                   |                   |                   |                   |                   |            |            |                                    |                                    |                                    |                                    |                                    |                                    |           |           | میرزا فتح‌الله ثانی  |                     |                     |                     |                      |                      |                                |                                |                                |                                |                                |                                |                           |                           |                           |                           |                           |                           |  |  |                          |                          |                          |                          |                          |                          |  |  |                                   |                                   |                                   |                                   |                                   |                                   |  |  |  |  |  |  |  |  |  |  |  |  |  |  |  |  |  |  |  |  |  |  |  |  |  |  |  |  |  |  |  |  |
|                   |                   |                   |                   |                   |                   |            |            |                                    |                                    |                                    |                                    |                                    |                                    |           |           |                     |                     |                     |                     |                      |                      |                                |                                |                                |                                |                                |                                |                           |                           |                           |                           |                           |                           |  |  |                          |                          |                          |                          |                          |                          |  |  |                                   |                                   |                                   |                                   |                                   |                                   |  |  |  |  |  |  |  |  |  |  |  |  |  |  |  |  |  |  |  |  |  |  |  |  |  |  |  |  |  |  |  |  |
|                   |                   |                   |                   |                   |                   |            |            |                                    |                                    |                                    |                                    |                                    |                                    |           |           |                     |                     |                     |                     |                      |                      |                                |                                |                                |                                |                                |                                |                           |                           |                           |                           |                           |                           |  |  |                          |                          |                          |                          |                          |                          |  |  |                                   |                                   |                                   |                                   |                                   |                                   |  |  |  |  |  |  |  |  |  |  |  |  |  |  |  |  |  |  |  |  |  |  |  |  |  |  |  |  |  |  |  |  |
|                   |                   |                   |                   |                   |                   |            |            | صدری‌جهان‌خانم دختر میرزاآقاخان نوری | صدری‌جهان‌خانم دختر میرزاآقاخان نوری | صدری‌جهان‌خانم دختر میرزاآقاخان نوری | صدری‌جهان‌خانم دختر میرزاآقاخان نوری | صدری‌جهان‌خانم دختر میرزاآقاخان نوری | صدری‌جهان‌خانم دختر میرزاآقاخان نوری |           |           | میرزا محسن لشکرنویس | میرزا محسن لشکرنویس | میرزا محسن لشکرنویس | میرزا محسن لشکرنویس | میرزا محسن لشکرنویس  | میرزا محسن لشکرنویس  |                                |                                |                                |                                |                                |                                | میرزا حبیب‌الله            | میرزا حبیب‌الله            | میرزا حبیب‌الله            | میرزا حبیب‌الله            | میرزا حبیب‌الله            | میرزا حبیب‌الله            |  |  | میرزا محمدخان موقرالدوله | میرزا محمدخان موقرالدوله | میرزا محمدخان موقرالدوله | میرزا محمدخان موقرالدوله | میرزا محمدخان موقرالدوله | میرزا محمدخان موقرالدوله |  |  | میرزا کاظم نظام‌الملک ۱۲۴۶–۱۳۰۷    | میرزا کاظم نظام‌الملک ۱۲۴۶–۱۳۰۷    | میرزا کاظم نظام‌الملک ۱۲۴۶–۱۳۰۷    | میرزا کاظم نظام‌الملک ۱۲۴۶–۱۳۰۷    | میرزا کاظم نظام‌الملک ۱۲۴۶–۱۳۰۷    | میرزا کاظم نظام‌الملک ۱۲۴۶–۱۳۰۷    |  |  |  |  |  |  |  |  |  |  |  |  |  |  |  |  |  |  |  |  |  |  |  |  |  |  |  |  |  |  |  |  |
|                   |                   |                   |                   |                   |                   |            |            | صدری‌جهان‌خانم دختر میرزاآقاخان نوری | صدری‌جهان‌خانم دختر میرزاآقاخان نوری | صدری‌جهان‌خانم دختر میرزاآقاخان نوری | صدری‌جهان‌خانم دختر میرزاآقاخان نوری | صدری‌جهان‌خانم دختر میرزاآقاخان نوری | صدری‌جهان‌خانم دختر میرزاآقاخان نوری |           |           | میرزا محسن لشکرنویس | میرزا محسن لشکرنویس | میرزا محسن لشکرنویس | میرزا محسن لشکرنویس | میرزا محسن لشکرنویس  | میرزا محسن لشکرنویس  |                                |                                |                                |                                |                                |                                | میرزا حبیب‌الله            | میرزا حبیب‌الله            | میرزا حبیب‌الله            | میرزا حبیب‌الله            | میرزا حبیب‌الله            | میرزا حبیب‌الله            |  |  | میرزا محمدخان موقرالدوله | میرزا محمدخان موقرالدوله | میرزا محمدخان موقرالدوله | میرزا محمدخان موقرالدوله | میرزا محمدخان موقرالدوله | میرزا محمدخان موقرالدوله |  |  | میرزا کاظم نظام‌الملک ۱۲۴۶–۱۳۰۷    | میرزا کاظم نظام‌الملک ۱۲۴۶–۱۳۰۷    | میرزا کاظم نظام‌الملک ۱۲۴۶–۱۳۰۷    | میرزا کاظم نظام‌الملک ۱۲۴۶–۱۳۰۷    | میرزا کاظم نظام‌الملک ۱۲۴۶–۱۳۰۷    | میرزا کاظم نظام‌الملک ۱۲۴۶–۱۳۰۷    |  |  |  |  |  |  |  |  |  |  |  |  |  |  |  |  |  |  |  |  |  |  |  |  |  |  |  |  |  |  |  |  |
|                   |                   |                   |                   |                   |                   |            |            |                                    |                                    |                                    |                                    |                                    |                                    |           |           |                     |                     |                     |                     |                      |                      |                                |                                |                                |                                |                                |                                |                           |                           |                           |                           |                           |                           |  |  |                          |                          |                          |                          |                          |                          |  |  |                                   |                                   |                                   |                                   |                                   |                                   |  |  |  |  |  |  |  |  |  |  |  |  |  |  |  |  |  |  |  |  |  |  |  |  |  |  |  |  |  |  |  |  |
|                   |                   |                   |                   |                   |                   |            |            |                                    |                                    |                                    |                                    |                                    |                                    |           |           |                     |                     |                     |                     |                      |                      |                                |                                |                                |                                |                                |                                |                           |                           |                           |                           |                           |                           |  |  |                          |                          |                          |                          |                          |                          |  |  |                                   |                                   |                                   |                                   |                                   |                                   |  |  |  |  |  |  |  |  |  |  |  |  |  |  |  |  |  |  |  |  |  |  |  |  |  |  |  |  |  |  |  |  |
| ناظم‌الاطباء نفیسی | ناظم‌الاطباء نفیسی | ناظم‌الاطباء نفیسی | ناظم‌الاطباء نفیسی | ناظم‌الاطباء نفیسی | ناظم‌الاطباء نفیسی |            |            | جلیله جمال‌الدوله                   | جلیله جمال‌الدوله                   | جلیله جمال‌الدوله                   | جلیله جمال‌الدوله                   | جلیله جمال‌الدوله                   | جلیله جمال‌الدوله                   |           |           | عزیزه جمال‌السلطنه   | عزیزه جمال‌السلطنه   | عزیزه جمال‌السلطنه   | عزیزه جمال‌السلطنه   | عزیزه جمال‌السلطنه    | عزیزه جمال‌السلطنه    |                                |                                | افسانه لقاءالدوله              | افسانه لقاءالدوله              | افسانه لقاءالدوله              | افسانه لقاءالدوله              | افسانه لقاءالدوله         | افسانه لقاءالدوله         |                           |                           |                           |                           |  |  | امیراصلان‌خان نظام‌الدوله  | امیراصلان‌خان نظام‌الدوله  | امیراصلان‌خان نظام‌الدوله  | امیراصلان‌خان نظام‌الدوله  | امیراصلان‌خان نظام‌الدوله  | امیراصلان‌خان نظام‌الدوله  |  |  | عبدالوهاب خان نظام‌الملک ۱۲۶۵–۱۳۳۵ | عبدالوهاب خان نظام‌الملک ۱۲۶۵–۱۳۳۵ | عبدالوهاب خان نظام‌الملک ۱۲۶۵–۱۳۳۵ | عبدالوهاب خان نظام‌الملک ۱۲۶۵–۱۳۳۵ | عبدالوهاب خان نظام‌الملک ۱۲۶۵–۱۳۳۵ | عبدالوهاب خان نظام‌الملک ۱۲۶۵–۱۳۳۵ |  |  |  |  |  |  |  |  |  |  |  |  |  |  |  |  |  |  |  |  |  |  |  |  |  |  |  |  |  |  |  |  |
| ناظم‌الاطباء نفیسی | ناظم‌الاطباء نفیسی | ناظم‌الاطباء نفیسی | ناظم‌الاطباء نفیسی | ناظم‌الاطباء نفیسی | ناظم‌الاطباء نفیسی |            |            | جلیله جمال‌الدوله                   | جلیله جمال‌الدوله                   | جلیله جمال‌الدوله                   | جلیله جمال‌الدوله                   | جلیله جمال‌الدوله                   | جلیله جمال‌الدوله                   |           |           | عزیزه جمال‌السلطنه   | عزیزه جمال‌السلطنه   | عزیزه جمال‌السلطنه   | عزیزه جمال‌السلطنه   | عزیزه جمال‌السلطنه    | عزیزه جمال‌السلطنه    |                                |                                | افسانه لقاءالدوله              | افسانه لقاءالدوله              | افسانه لقاءالدوله              | افسانه لقاءالدوله              | افسانه لقاءالدوله         | افسانه لقاءالدوله         |                           |                           |                           |                           |  |  | امیراصلان‌خان نظام‌الدوله  | امیراصلان‌خان نظام‌الدوله  | امیراصلان‌خان نظام‌الدوله  | امیراصلان‌خان نظام‌الدوله  | امیراصلان‌خان نظام‌الدوله  | امیراصلان‌خان نظام‌الدوله  |  |  | عبدالوهاب خان نظام‌الملک ۱۲۶۵–۱۳۳۵ | عبدالوهاب خان نظام‌الملک ۱۲۶۵–۱۳۳۵ | عبدالوهاب خان نظام‌الملک ۱۲۶۵–۱۳۳۵ | عبدالوهاب خان نظام‌الملک ۱۲۶۵–۱۳۳۵ | عبدالوهاب خان نظام‌الملک ۱۲۶۵–۱۳۳۵ | عبدالوهاب خان نظام‌الملک ۱۲۶۵–۱۳۳۵ |  |  |  |  |  |  |  |  |  |  |  |  |  |  |  |  |  |  |  |  |  |  |  |  |  |  |  |  |  |  |  |  |
|                   |                   |                   |                   |                   |                   |            |            |                                    |                                    |                                    |                                    |                                    |                                    |           |           |                     |                     |                     |                     |                      |                      |                                |                                |                                |                                |                                |                                |                           |                           |                           |                           |                           |                           |  |  |                          |                          |                          |                          |                          |                          |  |  |                                   |                                   |                                   |                                   |                                   |                                   |  |  |  |  |  |  |  |  |  |  |  |  |  |  |  |  |  |  |  |  |  |  |  |  |  |  |  |  |  |  |  |  |
|                   |                   |                   |                   |                   |                   |            |            |                                    |                                    |                                    |                                    |                                    |                                    |           |           |                     |                     |                     |                     |                      |                      |                                |                                |                                |                                |                                |                                |                           |                           |                           |                           |                           |                           |  |  |                          |                          |                          |                          |                          |                          |  |  |                                   |                                   |                                   |                                   |                                   |                                   |  |  |  |  |  |  |  |  |  |  |  |  |  |  |  |  |  |  |  |  |  |  |  |  |  |  |  |  |  |  |  |  |
|                   |                   |                   |                   | سعید نفیسی        | سعید نفیسی        | سعید نفیسی | سعید نفیسی | سعید نفیسی                         | سعید نفیسی                         |                                    |                                    |                                    |                                    |           |           | عباس مؤدب‌نفیسی      | عباس مؤدب‌نفیسی      | عباس مؤدب‌نفیسی      | عباس مؤدب‌نفیسی      | عباس مؤدب‌نفیسی       | عباس مؤدب‌نفیسی       |                                |                                |                                |                                |                                |                                | نظم‌الدوله خواجه‌نوری       | نظم‌الدوله خواجه‌نوری       | نظم‌الدوله خواجه‌نوری       | نظم‌الدوله خواجه‌نوری       | نظم‌الدوله خواجه‌نوری       | نظم‌الدوله خواجه‌نوری       |  |  | غلامعلی خواجه‌نوری        | غلامعلی خواجه‌نوری        | غلامعلی خواجه‌نوری        | غلامعلی خواجه‌نوری        | غلامعلی خواجه‌نوری        | غلامعلی خواجه‌نوری        |  |  | اعظم‌الملک خواجه‌نوری               | اعظم‌الملک خواجه‌نوری               | اعظم‌الملک خواجه‌نوری               | اعظم‌الملک خواجه‌نوری               | اعظم‌الملک خواجه‌نوری               | اعظم‌الملک خواجه‌نوری               |  |  |  |  |  |  |  |  |  |  |  |  |  |  |  |  |  |  |  |  |  |  |  |  |  |  |  |  |  |  |  |  |
|                   |                   |                   |                   | سعید نفیسی        | سعید نفیسی        | سعید نفیسی | سعید نفیسی | سعید نفیسی                         | سعید نفیسی                         |                                    |                                    |                                    |                                    |           |           | عباس مؤدب‌نفیسی      | عباس مؤدب‌نفیسی      | عباس مؤدب‌نفیسی      | عباس مؤدب‌نفیسی      | عباس مؤدب‌نفیسی       | عباس مؤدب‌نفیسی       |                                |                                |                                |                                |                                |                                | نظم‌الدوله خواجه‌نوری       | نظم‌الدوله خواجه‌نوری       | نظم‌الدوله خواجه‌نوری       | نظم‌الدوله خواجه‌نوری       | نظم‌الدوله خواجه‌نوری       | نظم‌الدوله خواجه‌نوری       |  |  | غلامعلی خواجه‌نوری        | غلامعلی خواجه‌نوری        | غلامعلی خواجه‌نوری        | غلامعلی خواجه‌نوری        | غلامعلی خواجه‌نوری        | غلامعلی خواجه‌نوری        |  |  | اعظم‌الملک خواجه‌نوری               | اعظم‌الملک خواجه‌نوری               | اعظم‌الملک خواجه‌نوری               | اعظم‌الملک خواجه‌نوری               | اعظم‌الملک خواجه‌نوری               | اعظم‌الملک خواجه‌نوری               |  |  |  |  |  |  |  |  |  |  |  |  |  |  |  |  |  |  |  |  |  |  |  |  |  |  |  |  |  |  |  |  |
|                   |                   |                   |                   |                   |                   |            |            |                                    |                                    |                                    |                                    |                                    |                                    |           |           |                     |                     |                     |                     |                      |                      |                                |                                |                                |                                |                                |                                |                           |                           |                           |                           |                           |                           |  |  |                          |                          |                          |                          |                          |                          |  |  |                                   |                                   |                                   |                                   |                                   |                                   |  |  |  |  |  |  |  |  |  |  |  |  |  |  |  |  |  |  |  |  |  |  |  |  |  |  |  |  |  |  |  |  |
|                   |                   |                   |                   |                   |                   |            |            |                                    |                                    |                                    |                                    | حصن‌الدوله                          | حصن‌الدوله                          | حصن‌الدوله | حصن‌الدوله | حصن‌الدوله           | حصن‌الدوله           |                     |                     | شوکت‌الملوک خواجه‌نوری | شوکت‌الملوک خواجه‌نوری | شوکت‌الملوک خواجه‌نوری           | شوکت‌الملوک خواجه‌نوری           | شوکت‌الملوک خواجه‌نوری           | شوکت‌الملوک خواجه‌نوری           |                                |                                | اشرف‌الملوک                | اشرف‌الملوک                | اشرف‌الملوک                | اشرف‌الملوک                | اشرف‌الملوک                | اشرف‌الملوک                |  |  | عفت‌الملوک                | عفت‌الملوک                | عفت‌الملوک                | عفت‌الملوک                | عفت‌الملوک                | عفت‌الملوک                |  |  |                                   |                                   |                                   |                                   |                                   |                                   |  |  |  |  |  |  |  |  |  |  |  |  |  |  |  |  |  |  |  |  |  |  |  |  |  |  |  |  |  |  |  |  |
|                   |                   |                   |                   |                   |                   |            |            |                                    |                                    |                                    |                                    | حصن‌الدوله                          | حصن‌الدوله                          | حصن‌الدوله | حصن‌الدوله | حصن‌الدوله           | حصن‌الدوله           |                     |                     | شوکت‌الملوک خواجه‌نوری | شوکت‌الملوک خواجه‌نوری | شوکت‌الملوک خواجه‌نوری           | شوکت‌الملوک خواجه‌نوری           | شوکت‌الملوک خواجه‌نوری           | شوکت‌الملوک خواجه‌نوری           |                                |                                | اشرف‌الملوک                | اشرف‌الملوک                | اشرف‌الملوک                | اشرف‌الملوک                | اشرف‌الملوک                | اشرف‌الملوک                |  |  | عفت‌الملوک                | عفت‌الملوک                | عفت‌الملوک                | عفت‌الملوک                | عفت‌الملوک                | عفت‌الملوک                |  |  |                                   |                                   |                                   |                                   |                                   |                                   |  |  |  |  |  |  |  |  |  |  |  |  |  |  |  |  |  |  |  |  |  |  |  |  |  |  |  |  |  |  |  |  |
|                   |                   |                   |                   |                   |                   |            |            |                                    |                                    |                                    |                                    |                                    |                                    |           |           |                     |                     |                     |                     |                      |                      |                                |                                |                                |                                |                                |                                |                           |                           |                           |                           |                           |                           |  |  |                          |                          |                          |                          |                          |                          |  |  |                                   |                                   |                                   |                                   |                                   |                                   |  |  |  |  |  |  |  |  |  |  |  |  |  |  |  |  |  |  |  |  |  |  |  |  |  |  |  |  |  |  |  |  |
|                   |                   |                   |                   |                   |                   |            |            |                                    |                                    |                                    |                                    |                                    |                                    |           |           | هوشنگ خانشقاقی      |                     |                     |                     |                      |                      |                                |                                |                                |                                |                                |                                |                           |                           |                           |                           |                           |                           |  |  |                          |                          |                          |                          |                          |                          |  |  |                                   |                                   |                                   |                                   |                                   |                                   |  |  |  |  |  |  |  |  |  |  |  |  |  |  |  |  |  |  |  |  |  |  |  |  |  |  |  |  |  |  |  |  |

#### میرزا فضل‌الله
میرزا فضل‌الله وزیرنظام (۱۲۰۹–۱۲۹۳ قمری) برادر بزرگتر میرزا آقاخان نوری بود. او در ابتدای حکومت ناصرالدین شاه حاکم قم بود و پس از آنکه میرزا آقاخان به صدارت رسید، به لقب «وزیرنظام» مفتخر شد و در مقام «وزیر آذربایجان» به تبریز رفت. در دوران حکومت حمزه میرزا حشمت‌الدوله وزیر آذربایجان بود. ولی در ۱۲۷۰ قمری عزل شد و میرزا صادق‌خان، برادرزادهٔ بلند پرواز او، به جایش به تبریز رفت. سپس از سال ۱۲۷۰ به مدت دو سال وزیر فریدون میرزا حاکم خراسان بود و در عین حال سمت نیابت تولیت آستان قدس رضوی را داشت. در ۱۲۷۳ قمری با پیش آمد قحطی تبریز و عزل میرزا صادق‌خان، او باردیگر در مقام وزیر فیروز میرزا، پیشکار آذربایجان شد و به تبریز رفت. در سال ۱۲۷۵ ناصرالدین شاه میرزا آقاخان را از صدارت عزل کرد و میرزا فضل‌الله نیز مشاغل خود را از دست داد. او دوازده سال پس از فوت برادرش درگذشت و در طول سال‌های پس از عزل برادرش، از طرف دربار کنار گذاشته شده بود و شغلی به او رجوع نمی‌شد. ازمیرزا فضل‌الله وزیرنظام کتاب خاطراتی برجای مانده است که نسخه خطی آن در کتابخانه مجلس نگهداری می‌شود.
میرزا فضل‌الله صاحب دو پسر و سه دختر بوده است: پسر اول او میرزا اسدالله‌خان و پسر دومش مصطفی‌قلی‌خان نام داشتند. دختر اول او همسر میرزا عبدالوهاب‌خان نظام‌الملک شد. دختر دوم همسر عبدالله‌خان علاءالملک برادر میرزا حسین‌خان سپهسالار شد و صاحب دختری شد به نام علاءالحاجیه که با شاهزاده وجیه‌الله میرزا پسر سلطان احمد میرزا عضدالدوله ازدواج کرد. نصرت‌الله‌خان امیراعظم پسر علاءالحاجیه بود. دختر سوم وزیرنظام همسر حاجی علی‌اکبر تاجر شیرازی شد. یکی از پسران میرزا فضل‌الله، خواهر میرزا حسین‌خان سپهسالار را، از بطن ماه‌نوش‌لب خانم افتخارالسلطنه، به همسری داشت.

#### میرزا هدایت‌الله
میرزا هدایت‌لله را جهانگیر قائم‌مقامی پسر میرزا اسدالله و تقی خواجه‌نوری برادر میرزا اسدالله می‌داند. او در ابتدا در سلک مستوفیان بود و مدتی در زمان سلطنت فتحعلی‌شاه قاجار ریاست کشیک چیان شاه را داشت که قبلاً نیز میرزا اسدالله مدتی در این مقام خدمت می‌کرد.
میرزا هدایت‌لله سه پسر داشت، میرزا محمدصادق، میرزا زین‌العابدین و میرزا احمدخان.
میرزا محمدصادق پسر ارشد میرزا هدایت‌لله بود که پس از مرگ پدرش، مورد توجه ناصرالدین‌شاه قاجار قرار گرفت و در سال ۱۲۷۰ قمری به جای میرزا فضل‌الله وزیرنظام، وزیر آذربایجان و ملقب به قائم‌مقام شد. به نوشته کنت دوگوبینو میرزا صادق‌خان نسبت به عموی خود میرزا آقاخان ابراز سرسپردگی نمی‌کرد و خود را برای تصدی مقام صدارت شایسته‌تر از او می‌پنداشت. از این رو در توطئه‌ای برای عزل میرزا آقاخان شرکت جست. وقتی این توطئه با شکست مواجه شد و خبر خیانت صادق‌خان به گوش میرزا آقاخان رسید، وی بر آن شد که میرزا صادق‌خان را از جلوی راه خود بردارد. در سال ۱۲۷۳ قحطی غلهٔ تبریز، بهانهٔ خوبی به دست میرزا آقاخان داد تا صادق‌خان را از مناصب خود عزل و به تهران احضار کند و او را وادارد که جریمه‌ای هنگفت برای جبران خسارت قحطی به دولت بپردازد و به جای او دوباره میرزا فضل‌الله را به عنوان وزیر به آذربایجان فرستاد. میرزا فضل‌الله نیز در خاطرات خود می‌نویسد: «مقدار این پول [جریمه] شصت هزار تومان بود و قائم‌مقام چنان می‌دانست که آن را به دستور میرزا آقاخان از او گرفته‌اند.» با این حال در تهران نظر درباریان، حرم شاه و بازاری‌ها، که با سیاست‌های میرزا آقاخان مخالف بودند، نسبت به قائم‌مقام مساعد بود و در آن زمان چنین شهرت داشت که با ورود قائم‌مقام به تهران سقوط میرزا آقاخان حتمی خواهد بود. با این حال عزل میرزا آقاخان، تا سال ۱۲۷۵ قمری که جمعی از رجال قاجار از جمله قائم‌مقام، به این منظور متحد شدند، جامه عمل نپوشید. اقدامات این گروه، که به دنبال تهیه مدارکی از خیانت‌ها و سوء سیاست میرزا آقاخان و ارائه آن به شاه بودند، در کتاب صدرالتواریخ چنین گزارش شده است:
«تقصیرات میرزا آقاخان را که مرحوم سپهسالار، میرزا سعیدخان وزیر امور خارجه ومشیرالدوله میرزا جعفر خان و میرزا صادق‌خان امین‌الدوله و حاجی علی‌خان اعتمادالسلطنه و میرزا محمدحسین‌خان دبیرالملک و عباسقلی‌خان جوانشیر معتمدالدوله می‌نوشتند، شب‌ها ساعت پنج و شش در نیاوران همه اجزاء در قبرستان حصار بوعلی در وقت معین و با کلاه نمد و تغییر لباس، بدون نوکر، می‌آمدند. از آنجا به واسطه نردبان از دیوار خانه حاجی علی‌خان که حاجب‌الدوله بود داخل خانه شده و بدون معاونت چراغ مجلس مشاوره داشتند و جمیعا تفصیل را بدون کم و زیاد به واسطه حاجب‌الدوله به عرض [ناصرالدین‌شاه] می‌رساندند. عجب اینکه میرزا صادق‌خان در خانه خود میرزا آقاخان منزل داشت، شب‌ها با میرزا آقاخان شام می‌خورد و سپس متکا را میان بستر خود گذاشته و خود تنها بیرون آمده و در این مجلس حاضر می‌شد.»
قائم‌مقام از عزل میرزا آقاخان نفع فراوان بود، از آن رو که ناصرالدین‌شاه دیگر صدراعظمی انتخاب نکرد و امور دولت را میان شش وزارت‌خانه تقسیم کرد. قائم‌مقام را نیز به منصب «وزیر داخله» ارتقاء داد و او را ملقب به «امین‌الدوله» نمود. او در سال ۱۲۸۴ قمری دوباره به جای فیروز میرزا به پیشکاری آذربایجان فرستاده بود و این بارهم پس از مدتی کمی دوباره به تهران احضار شد و در سال ۱۲۸۹ قمری در این شهر درگذشت. تقی خواجه‌نوری می‌نویسد که قائم‌مقام صاحب فرزندی نبود. با این حال در اسناد به جا مانده از محضر شرعی شیخ فضل‌الله نوری اسنادی از ورثهٔ قائم‌مقام دیده می‌شود، از جمله وقف‌نامه‌ای از دختر او از شعبان ۱۳۰۶ قمری وجود دارد که قریه سازیک واقع در ناتل‌رستاق مازندران را وقف عزاداری امام حسین کرده است.
میرزا زین‌العابدین صاحب دو پسر بود: میرزا محمودخان شارق‌الدوله و غلامعلی‌خان.
دختر میرزا احمدخان، همسر اول ابراهیم‌خان نظام‌الدوله و مادر شرف‌الدوله بود.

#### دختران
میرزا اسدالله صاحب چندین دختر بود. یکی از دختران او، با آقافتحعلی سینکی ازدواج کرد. از این وصلت فرزندان متعدد متولد شدند، که معروف‌ترین آن‌ها مجدالملک سینکی نیای خاندان امینی است. مجدالملک خود از ازدواج با خواهر پاشاخان امین‌الملک هشت فرزند داشت، از جمله میرزا علی‌خان امین‌الدوله (صدراعظم مظفرالدین شاه) طاووس خانم، همسر معتمدالسلطنه (مادر احمد قوام و حسن وثوق) و هما خانم که همسر محمدعلی‌خان علاءالسلطنه و مادر حسین علاء بود. یکی از دختران مجدالملک نیز که انبساط‌الدوله لقب داشت، با عبدالوهاب خان نظام‌الملک نوه میرزا آقاخان نوری ازدواج کرد. او مادر اعظم‌الملک و افخم‌الملک خواجه‌نوری بود. دختر دیگر میرزا اسدالله با میرزا زمان‌خان نوری (نیای خاندان خواجه‌نوری در اصفهان) ازدواج کرد. به نوشته عبدالله مستوفی یکی از دخترزادگان میرزا اسدالله نوری همسر میرزا حسن پسر میرزا اسماعیل گرکانی بود.
میرزا سیدمحمد مؤتمن‌لشکر (نویسنده سفرنامه مرو و لشکرنویس‌باشی خراسان) را نیز خواهرزاده میرزا آقاخان نوری دانسته‌اند.

### نوادگان میرزا محمدزکی‌خان نوری

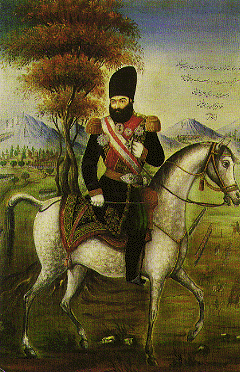
عباسقلی‌خان نوری ملقب به سیف‌الملک، سفیر ایران در روسیه

میرزا محمدزکی دو بار ازدواج کرد، همسر اول او جهان‌بانو خانم دخترعمویش بود (دختر آقاربیع پسر خواجه‌ابدال بیگ) و همسر دوم او همدم‌سلطان‌خانم دختر فتحعلی‌شاه. محمدزکی خان از همدم‌سلطان‌خانم صاحب فرزندی نشد، اما به نوشته تقی خواجه‌نوری (امیرنصرت) از همسر اولش دو دختر و شش پسر داشت. چرچیل شمار پسران محمدزکی‌خان را هفت تن می‌داند و خیرالله‌خان را هم یکی از پسران محمدزکی‌خان به‌شمار می‌آورد، در حالی که تقی خواجه‌نوری خیرالله‌خان را برادر محمدزکی‌خان می‌داند. به غیر از خیرالله‌خان، پسران محمدزکی‌خان از این قرار بودند: رضاقلی خان، میرزا مهدی‌خان، میرزا نعیم، محمدقلی‌خان، عباسقلی‌خان سیف‌الملک، محمدعلی‌خان.
به اعقاب میرزا نعیم‌خان و خیرالله خان که در شیراز زندگی می‌کردند، قبلاً اشاره شد.

#### رضاقلی‌خان
رضاقلی‌خان، پسر اول محمدزکی‌خان، با دخترعموی خود ازدواج کرد و صاحب یک پسر به نام میرزا ابراهیم‌خان شد. ابراهیم‌خان ابتدا سهام‌الملک، سپس سهام‌الدوله و در ۱۳۰۹ قمری نظام‌الدوله لقب یافت و مدتی به حکومت مازندران و کردستان برقرار شد. نظام‌الدوله از همسر اول خود که دختر میرزا احمدخان (پسر میرزا هدایت‌الله نوری) بود، صاحب دو فرزند شد: پسری به نام غلامعلی‌خان و دختری ملقب به شرف‌الدوله. او پس از مدتی عفت‌الدوله خواهر ناصرالدین‌شاه را به زنی گرفت و دختری به نام طوبی‌خانم پیدا کرد که پیش از رسیدن به سن ازدواج درگذشت. غلامعلی‌خان نیز در زمان حیات نظام‌الدوله و بلااولاد درگذشت. شرف‌الدوله، تنها دختر باقی‌مانده و یگانه وارث نظام‌الدوله، با میرزا محمدخان موقرالدوله پسر میرزا آقاخان نوری ازدواج کرد.

#### میرزا مهدی‌خان
میرزا مهدی‌خان، پسر دوم محمدزکی‌خان نیز تنها یک پسر داشت: میرزا ابوالقاسم وزیر نوری. میرزا ابوالقاسم از ازدواج با دختر عمویش (دختر محمدقلی‌خان نوری) صاحب چهار فرزند بود. پسرش میرزا مهدی ملقب به مشیرنظام بود و دخترانش به ترتیب همسران مصباح‌الدوله (پسر میرزا حسینعلی پسر میرزا زمان امیردیوان) رضاخان ناظم‌خلوت و قوام‌نظام (پسردایی کامران میرزا نایب‌السلطنه) شدند.

#### محمدقلی‌خان
محمدقلی‌خان، چهارمین پسر محمدزکی‌خان، در ابتدا سرتیپ کشیک‌خانه بود و سپس به چند حکومت منصوب شد و در زمانی که حاکم کردستان بود از کار کناره‌گیری نمود. دو همسر داشت، همسر اولش خواهر میرزا زمان‌خان امیردیوان و همسر دومش خواهرزاده میرزا آقاخان نوری بود. دو پسر به نام‌های میرزا محمدخان و میرزا احمدخان و چهار دختر داشت. دخترانش به ترتیب با امیرنظام گروسی، میرزا ابوالقاسم وزیر، میرزا حسینعلی پسر میرزا زمان امیردیوان و ثقه‌الملک ازدواج کردند.
میرزا محمدخان، پسر محمدقلی‌خان، دو همسر اختیار کرد و از آنان صاحب هفت فرزند شد: از همسر اول که دخترعمویش نیز بود دو دختر به وجود آمد، که دومی موسم به «فخرالحاجیه» همسر ممتحن‌الدوله شقاقی شد؛ و از همسر دوم که نوه خاله ممتحن‌الدوله محسوب می‌شد، پنج فرزند، دو پسر و سه دختر یافت که دختران به ترتیب سن با حسینعلی‌خان معین‌الدوله، میرزا ابراهیم‌خان صدیق همایون و آصف‌نظام علامیر ازدواج کردند.

#### عباسقلی‌خان
عباسقلی‌خان در دوران صدارت میرزا آقاخان نوری لقب «سیف‌الملک» گرفت و در سال ۱۲۷۱ قمری از طرف دولت ایران برای تبریک جلوس الکساندر دوم به روسیه رفت.

#### دختران
تقی خواجه‌نوری دختران محمدزکی‌خان را دو تن می‌داند: خانم‌جان که به همسری میرزا آقاخان نوری درآمد و حاجیه‌بی‌بی که با علی‌اکبرخان قوام‌الملک پسر حاج ابراهیم کلانتر (صدراعظم آقامحمدخان و فتحعلی‌شاه) ازدواج کرد. حاجیه‌بی‌بی مادر میرزا فتحعلی صاحب‌دیوان بود. جهانگیر قائم‌مقامی همسر اول میرزا زمان خان لشکرنویس را نیز دختر محمدزکی‌خان نوری دانسته است.

## ارتباط با خانواده بهاءالله
در دوران قاجار خاندان‌ها و طایفه‌های معروف نور عبارت بودند از «اسفندیاری‌ها» و «امجدی‌ها» که اهل یوش، «بهزادی‌ها» که اصل آن‌ها از روستای یالرود و «خواجه‌نوری‌ها» و «خواجوی‌ها» که زادبومشان بلده و خانواده میرزا عباس نوری (پدر بهاءالله) که از روستای تاکر بودند. بین این خانواده‌ها ارتباط نَسَبی وجود نداشت و بعدها از طریق ازدواج به هم وابستگی یافتند. ملک‌خسروی ارتباط بین خواجه‌نوری‌ها و خانوده میرزا عباس را از زبان عبدالبهاء این گونه روایت می‌کند:
«در میان ما و عائله میرزا آقاخان صدراعظم از اول یک نقاری بود تا آنکه در زمان جناب میرزا عباس چنین مصلحت دیدند که دخترعموی میرزا آقاخان را برای میرزا حسن عمو [میرزا محمدحسن اورنگی] گرفتند. اگرچه این مسئله به کلی رفع آن نقارت ننمود، ولی در قبل میان دو عائله هیچ رفت و آمدی نبود. حالا یک مراودت ظاهری پیدا شد.»
در پی ترور نافرجام ناصرالدین شاه از سوی بابیان در ۸ شوال ۱۲۶۸ قمری، تعقیب و دستگیری گسترده بابیان در سراسر ایران آغاز شد. در ذی‌الحجه ۱۲۶۸ قمری قشون دولتی برای دستگیری بابیان به تاکر فرستاده شد. میرزا آقاخان ریاست این مأموریت نظامی را به پسرعمویش «ابوطالب خان» واگذار کرد و از آنجا که خواهر میرزا ابوطالب، همسر میرزا محمدحسن اورنگی بود، به او توصیه کرد که به ملاحظه این وابستگی خانوادگی از خشونت با اهالی پرهیز کند. با این وجود میرزا ابوطالب پس از رسیدن به تاکر، با این قصد که نزد ناصرالدین‌شاه محبوبیتی کسب کند، شدت عمل به خرج داد و امر به تاراج خانه‌ها داد و بسیاری از اهالی را اسیر کرد و به تهران فرستاد.
میرزا محمدحسن اورنگی از دخترعموی میرزا آقاخان صاحب سه فرزند، یک پسر و دو دختر شد. پسرش میرزا غلامعلی‌خان پس از ازدواج به بغداد نزد بهاءالله رفت و در بازگشت به ایران در گلندوئک بیمار شد و بدون داشتن فرزند درگذشت. دختران کلثوم خانم و شهربانو خانم بودند که یکی پس از دیگری با میرزا علی قصیر پسر میرزا آقاخان ازدواج کردند.

## مشاهیر
| نام                        | نگاره | سال‌های زندگی        | پیشه                 | خلاصه |
| -------------------------- | ----- | ------------------- | -------------------- | --- |
| میرزا آقاخان نوری          |       | ۱۲۲۲–۱۲۸۱ (قمری)    | دولت‌مرد              | صدراعظم ایران از ۱۲۶۸ تا ۱۲۷۵ قمری |
| میرزا کاظم نظام‌الملک       |       | ۱۲۴۶–۱۳۰۷ (قمری)    | دولت‌مرد              | نایب صدراعظم از ۱۲۷۰ تا ۱۲۷۵ قمری، حاکم یزد (۱۲۹۰)، وزیر عدلیه، وزیرلشکر |
| عبدالوهاب خان نظام‌الملک    |       | ۱۲۶۵–۱۳۳۵ (قمری)    | دولت‌مرد              | حاکم تهران، وزیرلشکر، وزیر مالیه، حاکم فارس از ۱۳۱۶ تا ۱۳۱۷ قمری، وزیر عدلیه (۱۳۲۱ قمری)، حاکم آذربایجان (۱۲۳۴ قمری) |
| حسینقلی‌خان صدرالسلطنه      |       | ۱۲۲۸–۱۳۱۶ (خورشیدی) | دیپلمات              | معاون وزارت امورخارجه، سفیر ایران در هندوستان، اولین سفیر ایران در آمریکا، وزیر فوائد عامه |
| میرزا نعمت‌الله مدیرالسلطنه |       |                     | دولت‌مرد              | لشکرنویس‌باشی و نایب وزیرلشکر |
| امیرنصرت خواجه‌نوری         |       |                     | دولت‌مرد              | پدر ثبت احوال ایران، شهردار شیراز (۱۳۰۶ خورشیدی) و تهران (۱۳۱۷ خورشیدی)، حاکم خراسان |
| ابراهیم خواجه‌نوری          |       | ۱۲۷۹–۱۳۷۰           | روان‌شناس و نویسنده   | عضو مؤسس حزب عدالت، رئیس کل اداره تبلیغات و معاون نخست‌وزیر در کابینه‌های علی سهیلی، احمد قوام و محمد ساعد، سناتور تهران در اولین دوره مجلس سنا، بنیان‌گذار مؤسسه مکتب پناه و مترجم چندین عنوان کتاب روان‌شناسی، نویسنده کتاب «بازیگران عصر طلایی»                                                            |
| ابوتراب خان نظم‌الدوله      |       | ۱۲۳۷–۱۳۰۶ (خورشیدی) | نظامی                | معاون کنت دومونت فرت در نظمیه تهران و سپس رئیس نظمیه، بازپرس میرزا رضا کرمانی، خزانه‌دار کل ارتش و ریاست مهمات قشون، حاکم آذربایجان، مترجم آثار نویسندگان فرانسوی از جمله تاورنیه و کنت دوگوبینو |
| امیراصلان‌خان نظام‌الدوله    |       | ۱۲۵۰–۱۳۱۷ (خورشیدی) | دولت‌مرد              | حاکم مازندران، نماینده دوره دوم مجلس شورای ملی، حاکم بروجرد و لرستان، عضو هیئت رئیسه دوره سوم مجلس شورای ملی، والی سیستان و کرمان |
| بدری خواجه‌نوری             |       |                     | نویسنده              | رئیس کتابخانه سلطنتی کاخ گلستان، مؤلف اولین فهرست این کتابخانه معروف به فهرست آتابای و همسر ابوالفتح آتابای |
| فروغ خواجه‌نوری             |       | ؟ –۱۳۵۶ (خورشیدی)   |                      | ندیمه اشرف پهلوی، یک‌سال پیش از انقلاب اسلامی در حملهٔ تروریستی به ماشین اشرف در موناکو هدف گلوله قرار گرفت و کشته شد. |
| میرزا تقی‌خان مشیراعظم      |       |                     | دولت‌مرد              | وزیر پست و تلگراف در کابینه سید ضیاءالدین طباطبایی |
| جعفر خواجه‌نوری             |       |                     | دولت‌مرد              | حاکم قزوین و نماینده مجلس شورای ملی |
| حسین خواجه‌نوری             |       | ۱۲۷۹–۱۳۷۶           | دولت‌مرد              | مدیرکل وزارت دارایی و مدیرعامل بانک کشاورزی، نوه دختری عبدالصمد میرزا عزالدوله |
| میرزا شکرالله امیردیوان    |       | ؟ -۱۲۶۰ (قمری)      | دولت‌مرد              | امیردیوان فارس، حاکم کازرون و جهرم |
| شوکت‌الملوک خواجه نوری      |       | ؟ -۱۳۴۴ (خورشیدی)   | هنرمند               | نقاش (از شاگردان کمال‌الملک) و بنیان‌گذار هنرستان دختران |
| صادق‌خان منتصرالسلطان       |       | ۱۲۴۷–۱۳۱۸ (خورشیدی) | سیاست‌مدار            | ملّاک، مشروطه‌خواه و نماینده دوره‌های دوم تا یازدهم مجلس شواری ملی |
| غلامعلی خواجه‌نوری          |       | ۱۲۷۵–۱۳۴۰ (خورشیدی) | دیپلمات              | رئیس تشریفات وزارت امور خارجه، سفیر ایران در ایتالیا، پیشکار ملکه مادر و عضو انجمن اخوت |
| عباسقلی خواجه‌نوری          |       | ۱۲۹۴–۱۳۷۲           | دانشمند              | استاد دانشگاه، پدر علم آمار در ایران، بنیان‌گذار مؤسسه آموزش عالی آمار |
| عبدالحمید نیرنوری          |       | ۱۲۹۳–۱۳۸۶ (خورشیدی) | نویسنده              | از مدیران شرکت نفت، دانش‌آموخته اقتصاد از دانشگاه لندن، پژوهشگر تاریخ و فرهنگ ایران و مترجم «چنین گفت زرتشت» نیچه |
| عباسقلی‌خان سیف‌الملک        |       |                     | دیپلمات              | خطاط و کاتب دربار، سفیر فوق‌العاده دربار ایران در روسیه برای تبریک جلوس الکساندر دوم |
| مهرعلی‌خان شجاع‌الملک        |       |                     | نظامی                | فرمانده نیروهای ایران در جنگ ایران و انگلستان (۱۸۵۶–۱۸۵۷) |
| ابراهیم‌خان نظام‌الدوله      |       |                     | نظامی                | سرتیپ سه فوج از فوج‌های نظامی اصفهان (۱۲۷۳ قمری)، حاکم مازندران (۱۳۰۰ قمری)، حاکم کردستان (۱۳۰۴ تا ۱۳۰۷ قمری) و امیر توپخانه (۱۳۱۰ قمری) |
| عبدالله خواجه‌نوری          |       |                     | نظامی                | سرلشکر ارتش ایران، رئیس دادگاه‌های شاهنشاهی ارتش (اعدام شده در ۱۴ اسفند ۱۳۵۷ در زندان قصر) |
| محسن خواجه‌نوری             |       | ۱۲۹۵–۱۳۵۸           | دولت‌مرد              | مدیرعامل تأمین‌اجتماعی و نماینده دوره بیست و یکم و بیست دوم مجلس شورای ملی و سناتور دوره ششم مجلس سنا (اعدام شده در تاریخ ۲ مهرماه ۱۳۵۸) |
| علی‌محمد خواجه‌نوری          |       | ؟ –۱۳۵۸             | نظامی                | سپهبد ارتش ایران (اعدام شده در ۲۰ فروردین ۱۳۵۸) |
| همایون خواجه‌نوری           |       | ۱۳۲۵–۱۴۰۲           | نوازنده و موسیقی دان | یکی از نخستین نوازندگان حرفه ای گیتار بیس در ایران. همایون خواجه‌نوری در شکل‌گیری استعدادهای فریدون فروغی به عنوان نخستین استاد گیتار وی نقش بسزایی ایفا کرد و در آموزش اولیه موسیقی لیلی افشار نیز مشارکت داشت. همایون خواجه‌نوری بر اثر سانحه رانندگی دچار مصدومیت شد و در آذر ۱۴۰۲ در سن ۷۷ سالگی درگذشت. |

## یادداشت
1. ↑  عزت‌الدوله از نظام‌الملک دختری به نام «زینت‌الملوک» یافت که در سنین کم درگذشت. عزت‌الدوله پس از نظام‌الملک به عقد یحیی‌خان مشیرالدوله درآمد.(سالور ۱۳۷۴،  ۷:‎۵۰۴۹)
2. ↑  نگاه کنید به شاخه میرزا فتح‌الله
3. ↑  نسخه دیگری از این ارتباطات فامیلی در شجره نامه خانواده میرزا بزرگ نوری، تألیف عطیه روحی، قابل پیگیری است: آرشیو دنیای زنان در عصر قاجار
4. ↑  ملقب به خبیرالدوله، از خانواده «حکمت» شیراز که سردار فاخر حکمت نیز از این خاندان بود.
5. ↑  پسر خان‌باباخان سردار
6. ↑  پسر باباخان سینکی که پس از سرنگونی نادرشاه و در آشوب‌های سال‌های پس از آن، در لواسان حکومتی مستقل تشکیل داد و سرانجام توسط فتحعلی‌شاه قاجار سرکوب شد.
7. ↑  محسن فرزانه، از نوادگان مؤتمن لشکر، او را از بستگان زوجه میرزا آقاخان نوری می‌شمارد. (فرزانه ۱۳۵۰،  ۱۷۱)
8. ↑  سرایدارباشی کاخ سلطنتی در زمان مظفرالدین‌شاه و جد اعلای خانواده توفیقی.
9. ↑  او از اشراف قاجار و پسر حسینعلی‌خان معین‌الدوله و برادرزاده محمود علامیر بود.
10. ↑  نگاه کنید به شاخه میرزا آقاخان نوری

## برای مطالعهٔ بیشتر
- خواجه‌نوری، حسنعلی (۱۳۳۵). فامیل خواجه‌نوری. تهران. بایگانی‌شده از اصلی در اول اسفند ۱۳۹۶. تاریخ وارد شده در |تاریخ بایگانی= را بررسی کنید (کمک)
- خواجه‌نوری (امیرنصرت)، تقی (۱۳۳۵). شجره‌نامه خاندان خواجه نوری. شیراز.
- افسانه نجم‌آبادی و منوچهر اسکندری قاجار. مصاحبه با ژیلا خواجه‌نوری و داوود مظفری قاجار (خاطراتی از نظم‌الدوله و شوکت‌الملوک خواجه‌نوری) دنیای زنان در عصر قاجار
- اشیاء و عکس‌هایی از خاندان خواجه‌نوری شیراز، دنیای زنان در عصر قاجار
- سرگذشت عفت‌الملوک خواجه‌نوری، مکتب کمال‌الملک
- کتاب خاطرات وزیرنظام پسر میرزا اسدالله‌خان نوری، کتابخانه دانشگاه امام صادق[پیوند مرده]
- خانواده‌های متنفذ شیراز و ساخت مجموعه‌ها، تارنمای باوند بهپور
- تصاویری از خاندان خواجه‌نوری، Kamran Attaei
- عبداللهی فرد، عبدالله (۱۳۹۵). رجال نور، فصلی قابل تأمل در تاریخ معاصر ایران. تهران: میرماه.